# Sosna
Sosna (Pinus L. 1753) – rodzaj roślin z rodziny sosnowatych (Pinaceae Lindl.) obejmujący niemal 115 gatunków drzew i krzewów. Występują przeważnie w strefie klimatu umiarkowanego półkuli północnej, choć niektóre gatunki rosną również w strefach cieplejszych (tu jednak zwykle w górach). W Ameryce Środkowej najdalej na południe sięgają do Gwatemali, Salwadoru i Nikaragui, zaś w Azji do Archipelagu Malajskiego. Jedyne naturalne stanowisko na półkuli południowej znajduje się na Sumatrze (P. merkusii).
Sosny to rośliny zimozielone o długich, wąskich igłach. Charakteryzują się dużym zakresem tolerancji na warunki środowiska i temperatury. Rozmnażają się płciowo, wytwarzając osobno męskie i żeńskie kwiatostany. Nasiona dojrzewają w twardych, drewniejących szyszkach. Do tego rodzaju należą gatunki uważane za jedne z najdłużej żyjących roślin na Ziemi i w większości nie są zagrożone wyginięciem. Część gatunków podlega ochronie prawnej, przy czym w Polsce ścisłą ochroną objęte są 3 gatunki. Niektóre gatunki i odmiany cieszą się popularnością jako rośliny ozdobne. Sosny są źródłem pożywienia dla wielu owadów, z których część zwalczana jest jako szkodniki. W warunkach osłabienia mogą być podatne na działanie patogenów wywołujących szereg chorób. Niektóre choroby są charakterystyczne dla sosen, inne mogą przenosić się na pozostałe sosnowate lub rośliny z innych rodzin.
Sosny stanowią istotne źródło drewna, żywicy, olejków eterycznych, a także jadalnych nasion. Na przestrzeni wieków dostarczały ludziom produktów ważnych w ich codziennym życiu, przez co w naturalny sposób wpisały się w folklor, kulturę i sztukę wielu społeczeństw. Sosny używane były także jako symbole religijne i polityczne.

## Rozmieszczenie geograficzne
W stanie naturalnym sosny występują głównie w strefie klimatu umiarkowanego na półkuli północnej. W Europie i Azji ich zasięg rozciąga się od Wysp Kanaryjskich i Szkocji po daleki wschód w Rosji i Filipiny. Na południe sięga północnych obszarów Afryki, Himalajów i południowo-wschodniej Azji, z jednym gatunkiem P. merkusii sięgającym półkuli południowej na Sumatrze, na szerokości 2°S. Na północ sięga szerokości 70°N w Norwegii i wschodniej Syberii. W Ameryce Północnej zasięg rozciąga się od 66°N w Kanadzie na południe do 12°N w Nikaragui. Największa różnorodność gatunków występuje w Meksyku i Kalifornii. Sosny licznie występują także w północnych obszarach Pakistanu.
Sosny zostały introdukowane w podzwrotnikowych i umiarkowanych strefach półkuli południowej, w tym w Chile, Brazylii, południowej Afryce, Australii i Nowej Zelandii. Uprawiane są jako źródło drewna. Niektóre gatunki stają się inwazyjne i zagrażają rodzimej florze.

## Charakterystyka
Sosny to wiecznie zielone drzewa, rzadziej krzewy, posiadające przewody żywiczne w korze i drewnie. Tworzą w lasach drzewostany wielogatunkowe lub jednogatunkowe. Kora większości sosen jest gruba i łuskowata, tylko u niektórych gatunków jest cienka i odpada płatami. Korona młodych drzew jest zazwyczaj stożkowata, przeważnie z wiekiem staje się zaokrąglona lub parasolowata. Gałęzie wyrastają w regularnych pozornych okółkach, będących w rzeczywistości ciasnymi spiralami. Wiele sosen wytwarza tylko jeden taki okółek na rok, inne tworzą dwa i więcej. Spiralnie wyrastające gałęzie, igły i łuski szyszek uporządkowane są w proporcjach zgodnych z ciągiem Fibonacciego. Młode pędy są jasne i wyrastają pionowo w górę, z czasem ciemnieją i odchylają się na zewnątrz. Wygląd i kondycja pędów służą leśnikom do oceny płodności i żywotności drzewa.

### Ulistnienie
Dorosłe sosny mają liście dwupostaciowe. W różnych okresach wzrostu rośliny wykształcają się cztery rodzaje liści:
1. siewkom wyrasta w okółku 3–24 liścieni,
2. na długopędach młodych siewek wyrastają spiralnie pojedyncze igły, długości 2–6 cm, zielone lub niebieskozielone, na dorosłym drzewie mogą pojawić się jako reakcja na ranę,
3. na długopędach starszych osobników (po 6 miesiącach lub nawet 5 latach) przybierają postać niewielkich, pergaminowych, brązowych łusek, nie uczestniczących w fotosyntezie, także ułożonych spiralnie,
4. z pachwin łusek wyrastają krótkopędy z pęczkiem kilku (zazwyczaj (1)2–5(6)) równowąskich igieł, zdolnych do fotosyntezy. Igły pozostają na gałęziach na zimę, a opadają po okresie 3–15[5] lat (inne źródła podają 1,5–40 lat), zależnie od gatunku.

Liczba liścieni u siewek sosen może być zmienna, także w obrębie gatunku. Siewki sosny zwyczajnej mają ich przeważnie 5, jednak liczba ta waha się od 3 do 9, z kolei siewkom sosny Jeffreya wyrasta 7–13 liścieni. W czasie kiełkowania nasiona sosny liścienie wydostają się nad ziemię, formując okółek na szczycie hipokotyla, zielenieją i jakiś czas pełnią funkcję organu asymilacyjnego.
Pęczki igieł osłonięte są u nasady pochewką z 12–15 zachodzących na siebie, łuskowatych liści. Pochewka pozostaje przez czas życia krótkopędu, lub opada po pierwszym sezonie. Igły w przekroju są trójkątne lub półkoliste, tylko jeden gatunek P. monophylla ma igły o przekroju okrągłym. Wierzchołek igły jest zaostrzony, brzegi często piłkowane.
Rozmieszczenie na igłach aparatów szparkowych (widocznych w postaci białych, woskowych kropek) jest jedną z cech charakterystycznych, ułatwiających rozpoznanie gatunku. Aparaty szparkowe ułożone są w rzędy, najczęściej 2 lub więcej (rzadko 0–1; maksymalnie 20).

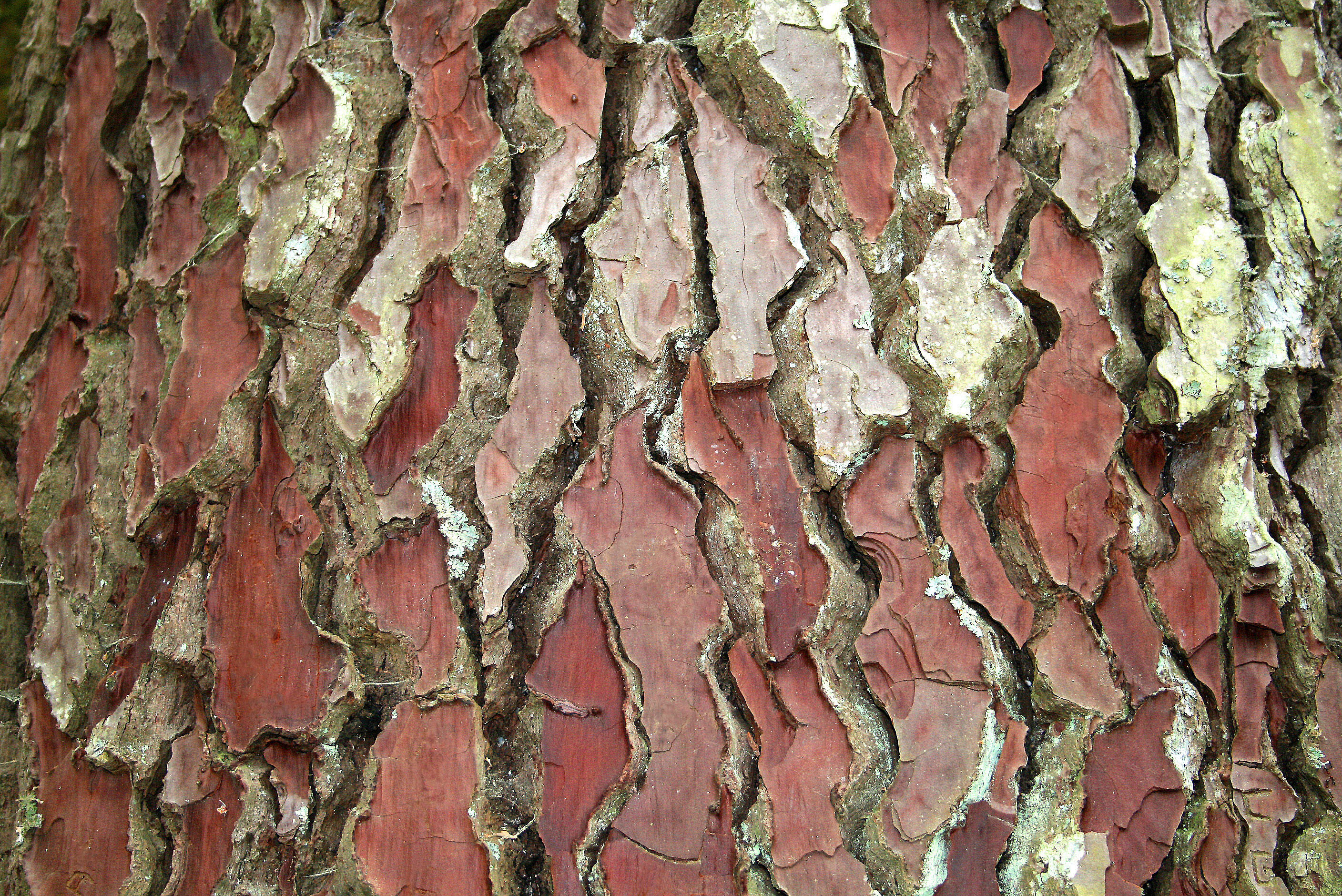
Kora sosny nadmorskiej
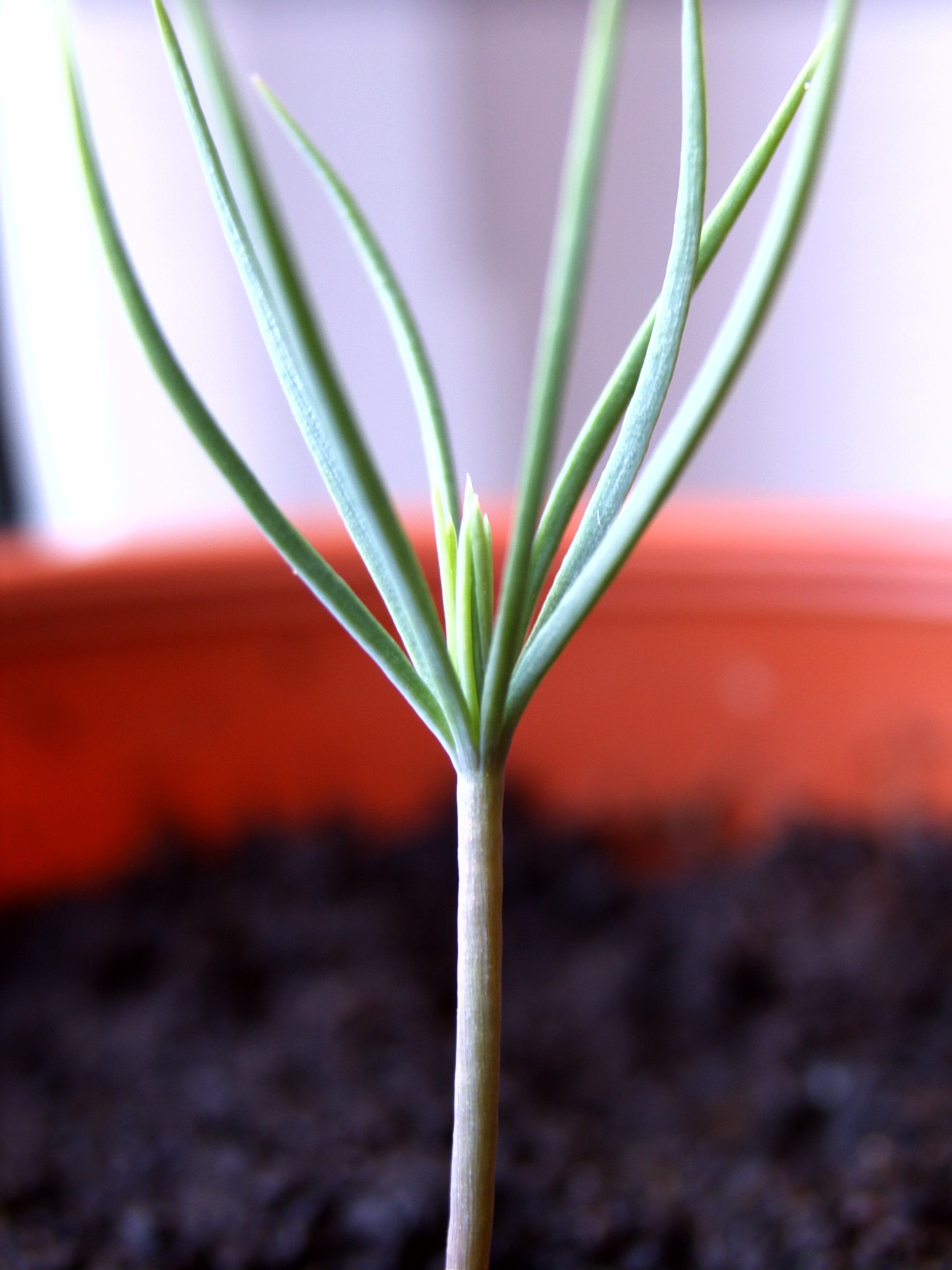
Siewka sosny alepskiej z 8 liścieniami
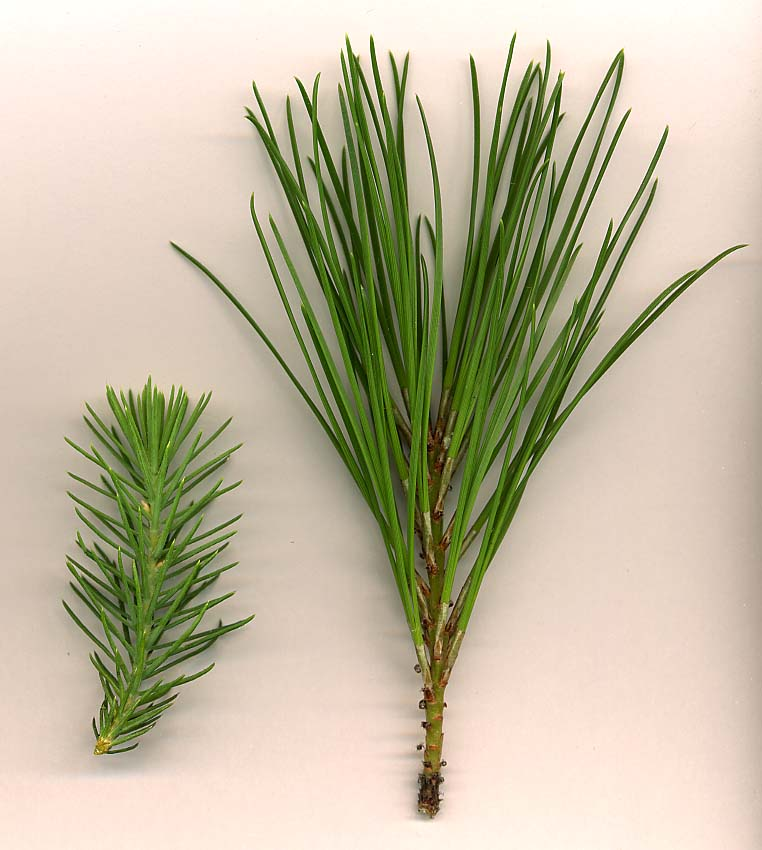
Igły młodociane (po lewej) i właściwe (po prawej)
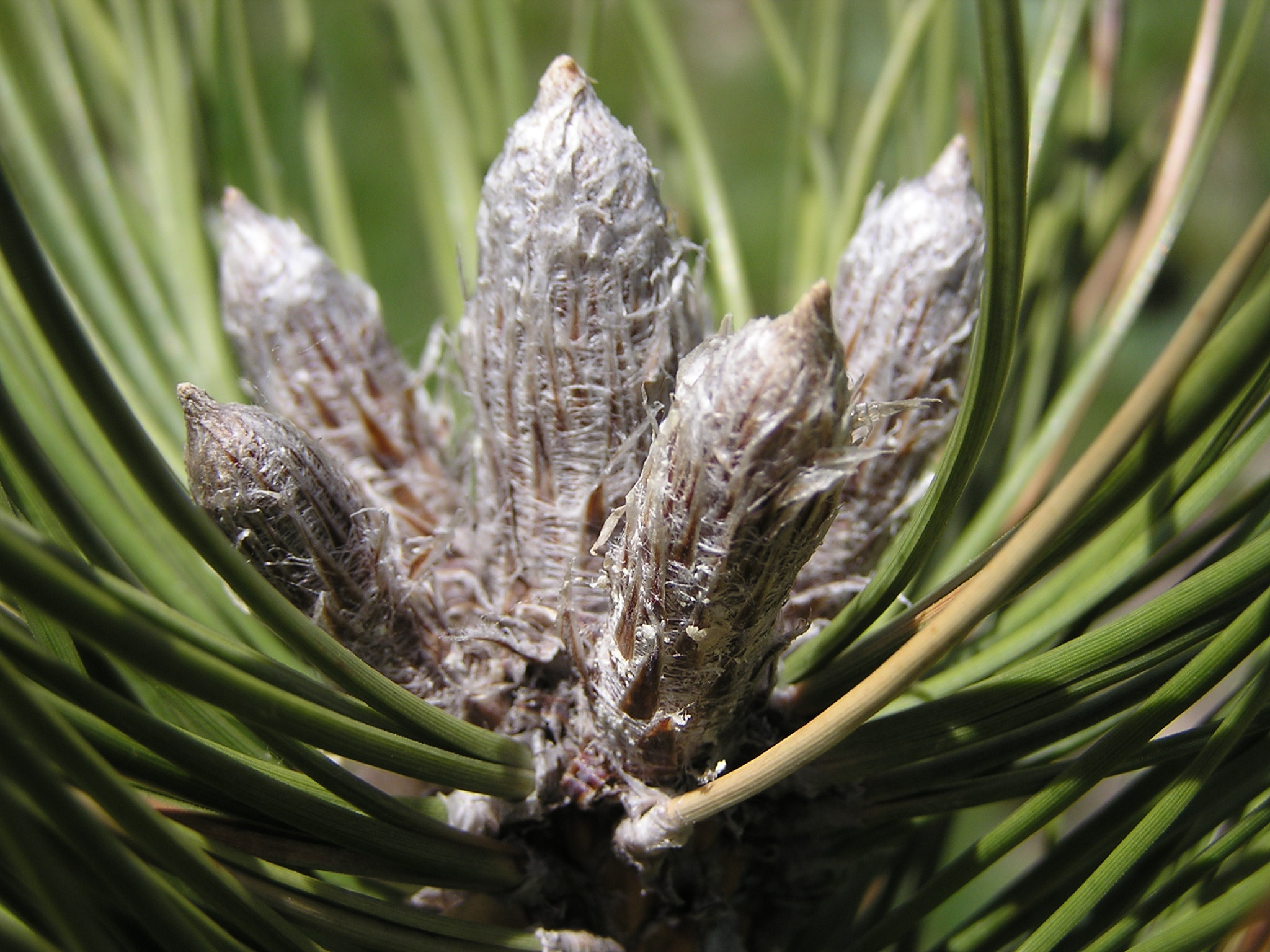
Młode pędy sosny czarnej z łuskami

### Szyszki
Okrywa kwiatowa u sosen, jak u innych roślin nagonasiennych jest zredukowana, zaś liście zarodnionośne (mikrosporofile i makrosporofile) tworzą skupiska podobne do kwiatostanów, które nazywane są szyszkami. Często stosowane są określenia kwiat i kwiatostan, obydwa w rozumieniu szyszek męskich lub żeńskich przed zapyleniem. Szyszki męskie przeważnie walcowate, podłużne i małe, zwykle długości 1–5 cm, zebrane w klastry. Pojawiają się na krótko, u większości gatunków na wiosnę, u kilku jesienią. Obumierają zaraz po uwolnieniu pyłku. Szyszki żeńskie kuliste lub jajowate, wiatropylne.
Rośliny z tego rodzaju są przeważnie jednopienne, wytwarzają na tym samym drzewie osobne szyszki męskie i żeńskie. Kilka gatunków jest dwupiennych, o osobnikach z szyszkami głównie jednej płci.
Po zapyleniu szyszki żeńskie (nasienne) dojrzewają w ciągu 1,5–3 lat (zależnie od gatunku). Faktyczne zapłodnienie następuje około rok od zapylenia. Dojrzałe szyszki osiągają długość od kilku centymetrów do nawet pół metra. Łuski nasienne są ułożone spiralnie, zdrewniałe, zakończone romboidalną tarczką (apofyzą), z niewielkim zgrubieniem na końcu lub pośrodku (tzw. piramidka), zaopatrzonym często w ostry wyrostek. Na każdej płodnej łusce znajdują się dwa nasiona. Łuski na czubku i spodzie szyszki są sterylne i nie produkują nasion. Łuski wspierające (okrywowe) są przyrośnięte do nasiennych, niewielkie i niewidoczne. Szyszki przeważnie zwisają, czasem są siedzące.
Nasiona większości gatunków są niewielkie i posiadają długie, półksiężycowate skrzydełko, które ułatwia rozsiewanie ich przez wiatr (anemochoria). Nasada skrzydełka najczęściej obejmuje nasiono kleszczowato, dzięki czemu łatwo je wyłuskać, czasem natomiast jest zrośnięta i trzyma się mocniej. U niektórych gatunków nasiona są większe, posiadają wąskie lub tylko śladowe skrzydełko, albo nie mają go wcale. Jadalne wnętrze tych nasion stanowi pożywienie ptaków i wiewiórek, które je przy okazji roznoszą (zoochoria). Niektóre ptaki, szczególnie orzechówka, Nucifraga columbiana i Gymnorhinus cyanocephalus mają istotne znaczenie w roznoszeniu nasion na nowe siedliska.

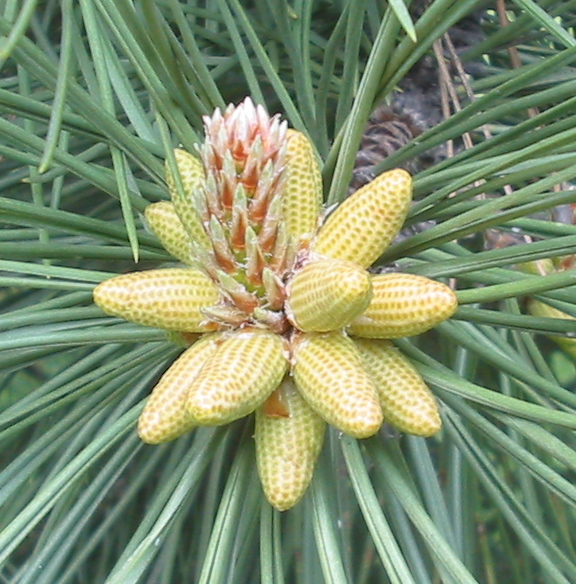
Szyszki męskie sosny czarnej
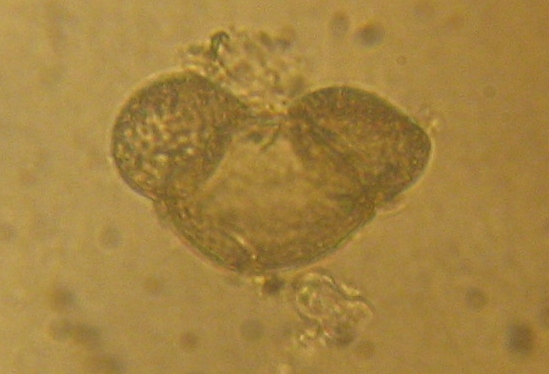
Pyłek sosny zwyczajnej unoszący się w wodzie śródtorfowiskowego jeziorka humotroficznego
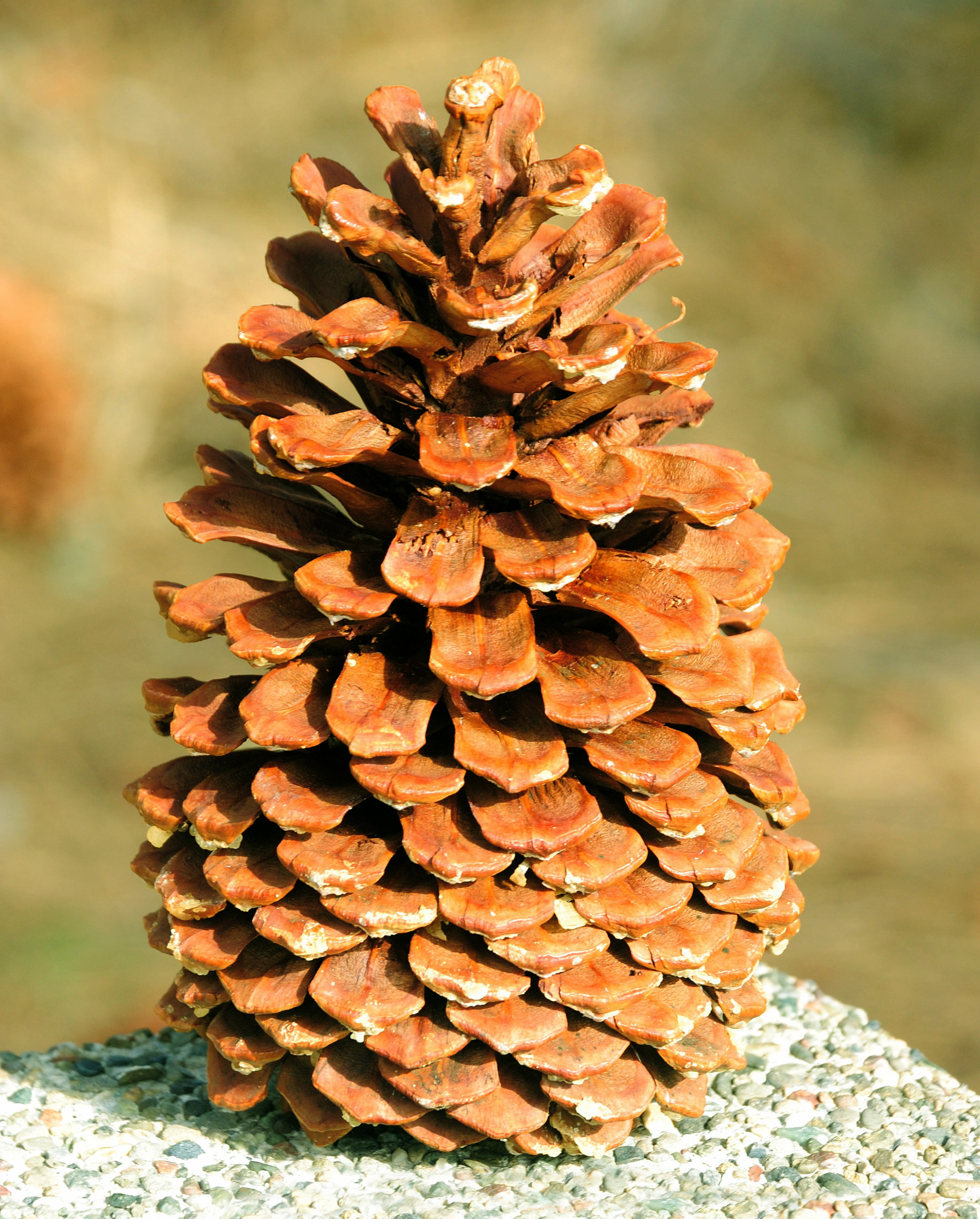
Otwarta szyszka żeńska sosny Jeffreya
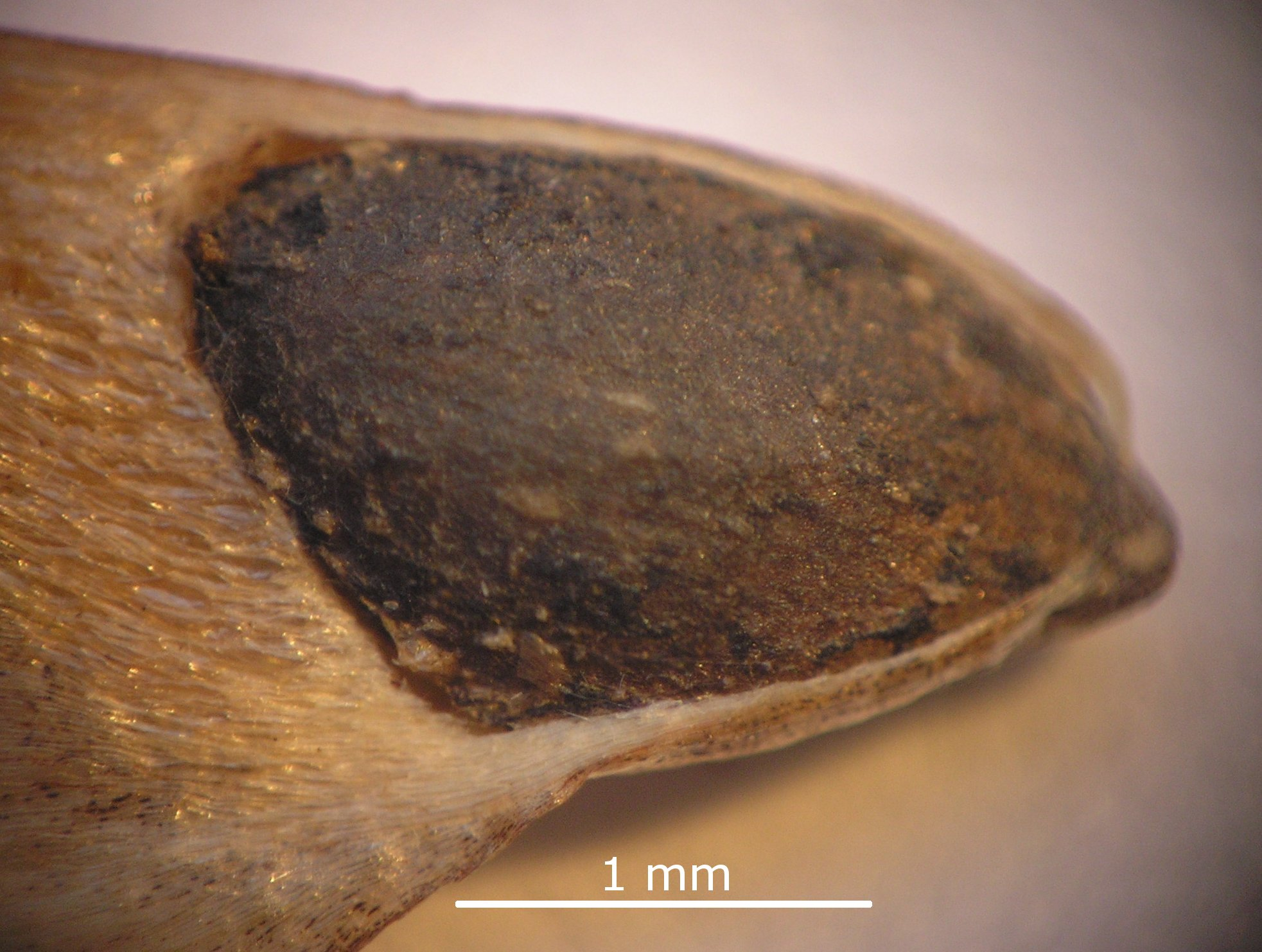
Nasiono sosny zwyczajnej

Szyszki po dojrzeniu przeważnie otwierają się wysypując nasiona (na jesieni, zimą lub wiosną) i opadają na ziemię w całości lub rozpadają się (np. u limby), czasem spadają wraz z nasionami. U części gatunków, dojrzałe szyszki pozostają zamknięte, a nasiona uwalniane są przez ptaki, kiedy pożywiając się wyłamują łuski. U kilku gatunków (np. sosny Banksa) łuski szyszek zlepione są żywicą i otwierają się dopiero wtedy, gdy żywica stopi się pod wpływem bardzo wysokich temperatur, wywołanych przez pożar lasu lub długotrwały upał.

### System korzeniowy
Przeważnie wytwarza się korzeń palowy, co sprawia, że większość sosen poddaje się siłom wiatru przez złamanie. System korzeniowy może być jednak zmienny, przystosowując się do warunków siedliskowych drzewa.

### Biotop, wymagania
Sosny dobrze rosną na glebach kwaśnych, niektóre także na wapiennych. Większość gatunków wymaga gleb przepuszczalnych, preferując gleby lekkie, piaszczyste, ale kilka (np. sosna wydmowa), toleruje także gleby słabo przepuszczalne, cięższe i wilgotne. Gatunki od ciepłolubnych po mrozoodporne. Niektóre zaadaptowały się do ekstremalnych warunków klimatycznych, wynikających z wysokości n.p.m. i szerokości geograficznej (np. sosna górska – piętro subalpejskie, sosna karłowa – tundra). Z kolei sosny rosnące na południowych obszarach USA i w Meksyku, oraz część pozostałych (np. sosna nadmorska), są stosunkowo dobrze przystosowane do życia w gorącym i suchym, półpustynnym klimacie.

## Systematyka i pochodzenie
Według The Compleat Botanica bazującej na systemie Reveala rodzaj sosna (Pinus L.) należy do gromady nagonasienne (Pinophyta Cronquist, Takht. & Zimmerm. ex Reveal), podgromady nagonasienne drobnolistne (Pinophytina Cronquist, Takht. & Zimmerm. ex Reveal), klasy iglaste (Pinopsida Burnett), podklasy Pinidae Cronquist Takht. & Zimmerm., rzędu sosnowce (Pinales Dumort.), podrzędu Pinineae Vines, rodziny sosnowate (Pinaceae Lindl.), podrodziny Pinoideae Link. 1831.
Według nowszych opracowań APW i Farjona rodzaj sosna (Pinus L.) należy do kladu roślin naczyniowych (Tracheophyta), kladu roślin nasiennych (Spermatophyta), nagonasiennych, rzędu sosnowców (Pinales), rodziny sosnowatych (Pinaceae), podrodziny sosnowych (Pinoideae Pilg.).

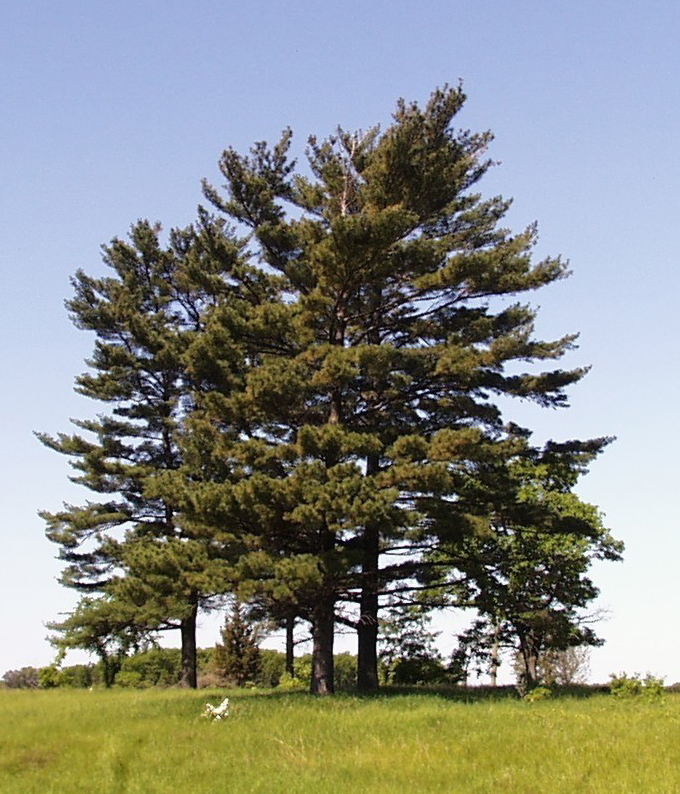
Sosna wejmutka, podrodzaj Strobus

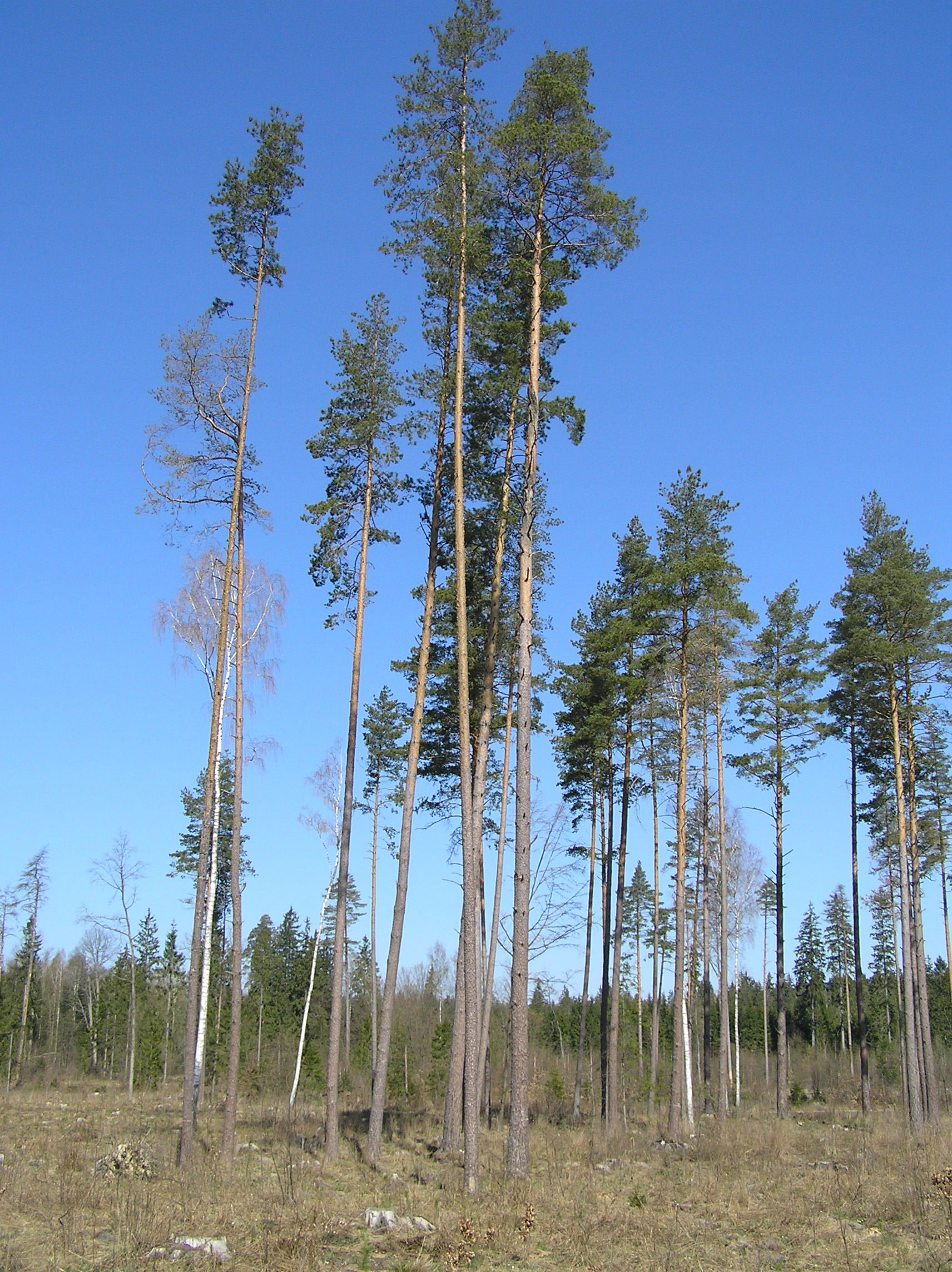
Sosna zwyczajna, podrodzaj Pinus

W zależności od ujęcia systematycznego rodzaj Pinus dzielony jest na 2 lub 3 podrodzaje. Dwa z nich – Pinus i Strobus – są powszechnie akceptowane. Trzeci – Ducampopinus – bywa wydzielany z podrodzaju Strobus. W podejściu kladystycznym na podstawie badań genetycznych wyróżnia się dwa podrodzaje:
- podrodzaj  Pinus  L. – liczący ok. 73 gatunków (2–6 igielne), dwie wiązki przewodzące w liściu.
- podrodzaj  Strobus  Lemmon (syn. Apinus Necker, Caryopitys Small, Ducampopinus A. Cheval., Strobus Opiz) – liczący ok. 43 gatunków (1–5 igielne), jedna wiązka przewodząca w liściu.

Podrodzaje dzielone są na sekcje, podsekcje i serie. Cechą w pełni różnicującą gatunki sosen na dwa podrodzaje jest liczba wiązek przewodzących w liściu: podrodzaj Pinus ma po dwie, podrodzaj Strobus po jednej. Cechą odróżniającą podsekcję Strobus jest występowanie piramidki na końcu łusek nasiennych szyszki, podczas gdy u pozostałych grup piramidka występuje pośrodku grzbietowej strony łusek. Dosyć jednorodnie rozłożoną cechą jest także trwałość pochewki liściowej na krótkopędzie, gdyż gatunki z podrodzaju Strobus, z wyjątkiem P. nelsonii, mają nietrwałe pochewki, natomiast gatunki z podrodzaju Pinus, z wyjątkiem P. leiophylla i P. lumholtzii mają trwałe pochewki.
Większość podstawowych gatunków sosen z obydwóch podrodzajów ma skrzydełka z nasadami kleszczowato obejmującymi nasiona, dlatego uznaje się to za cechę pierwotną. Później u niektórych gatunków skrzydełka zredukowały się, zanikły lub przekształciły nasady w całkiem obejmujące nasiono.
Sosny można także dzielić ze względu na liczbę igieł na krótkopędach lub region występowania.
Biogeografia rodzaju jest w wielu aspektach niejednoznaczna, jednak czynione są próby pewnych uogólnień. Podejrzewa się, że rodzaj wywodzi się z Europy. Rozprzestrzenianie się rodzaju na inne kontynenty przypisuje się podsekcjom Pinus i Strobus. Początkowo uważano, że podsekcja Strobus pochodzi z Azji, jednak badania chloroplastowego DNA wskazują na rejon Eurazji. Przedstawiciele tej podsekcji zawędrowali do Ameryki Północnej, gdzie powstały gatunki o szyszkach otwierających się wkrótce po dojrzeniu: P. strobus, P. chiapensis, P. ayacahuite, P. flexilis, P. monticola, P. lambertiana, oraz o zamkniętych szyszkach: P. albicaulis. Linia ta rozprzestrzeniła się ponownie do Eurazji, gdzie początkowo powstały gatunki o otwartych szyszkach, następnie o zamkniętych. W odniesieniu do podsekcji Pinus podejrzewa się, że doszło do jednorazowego lub dwukrotnego rozprzestrzenienia się gatunków na Amerykę Północną.
Najbliżej spokrewnione z sosnami są rodzaje Picea i Cathaya, zaliczone razem z rodzajem sosna do jednej podrodziny sosnowych (Pinoideae Pilg.).
Skamieniałości sosen znane są ze stosunkowo częstych znalezisk datowanych na okres wczesnej kredy (130 milionów lat). Spośród sosnowatych, rodzaj ten posiada największy zbiór skamieniałości.
Badania paleobotaniczne wskazują, że rodzaj Pinus pojawił się na Ziemi w erze mezofitycznej. W paleogenie rodzaj różnicował się, w epoce mioceńskiej (23,03 mln – 5,332 mln lat, wczesny neogen) występowało już wiele gatunków. Podczas badań osadów mioceńskich, znajdujących się w granicach Polski, wyróżniono, na podstawie budowy szyszek, szereg gatunków rosnących na tym obszarze: P. salinarum (Wieliczka, Stare Gliwice), P. engelhardtii (Osieczów nad Kwisą), P. hampeana (Wieliczka, Turów), P. peuce (Zielona Góra) i P. urani (Konin, Pątnów). W pliocenie na terenie kraju rosły: P. spinosa (Wieliczka, Węgliniec, Stare Gliwice) i P. leitzi (Gozdnica). Wymienione gatunki wykazują podobieństwo do współczesnych gatunków sosen rosnących na obszarze śródziemnomorskim lub na innych kontynentach.
Sosna zwyczajna, najpospolitsza sosna w Polsce, powstała prawdopodobnie we wczesnym neogenie, ale stała się gatunkiem szeroko rozpowszechnionym dopiero w plejstocenie. Pod wpływem wahań klimatu jej zasięg zmieniał się wielokrotnie, przesuwając się do południowych obszarów Europy i powracając na północ, w rytm kolejnych glacjałów i interglacjałów. Pierwsze bezpośrednie dowody występowania na terenie Polski plejstoceńskiej sosny zwyczajnej, w postaci fragmentów roślin (drewno i korek), pochodzą z interglacjału ferdynandowskiego i interglacjału mazowieckiego.
Okresy zlodowaceń, które dotknęły Europę od początku plejstocenu, spowodowały wyginięcie wielu wcześniej królujących na tym obszarze gatunków roślin. Po ustąpieniu lodowców w holocenie (ok. 10 tys. lat temu) okazało się, że przetrwały rośliny o niewielkich wymaganiach, w tym sosny, wierzby i brzozy, tworząc bory sosnowo-brzozowe. Drzewa te panowały przez następne 3 tys. lat, aż do ocieplenia klimatu. Około 5 tys. lat temu dominowały już dęby, jodły i świerki, 3 tys. lat temu także buki i graby, zaś od 2 tys. lat w Europie rośnie najwięcej jodeł i buków oraz na cieplejszych obszarach dębów, brzóz i topoli.

## Zagrożenia i ochrona

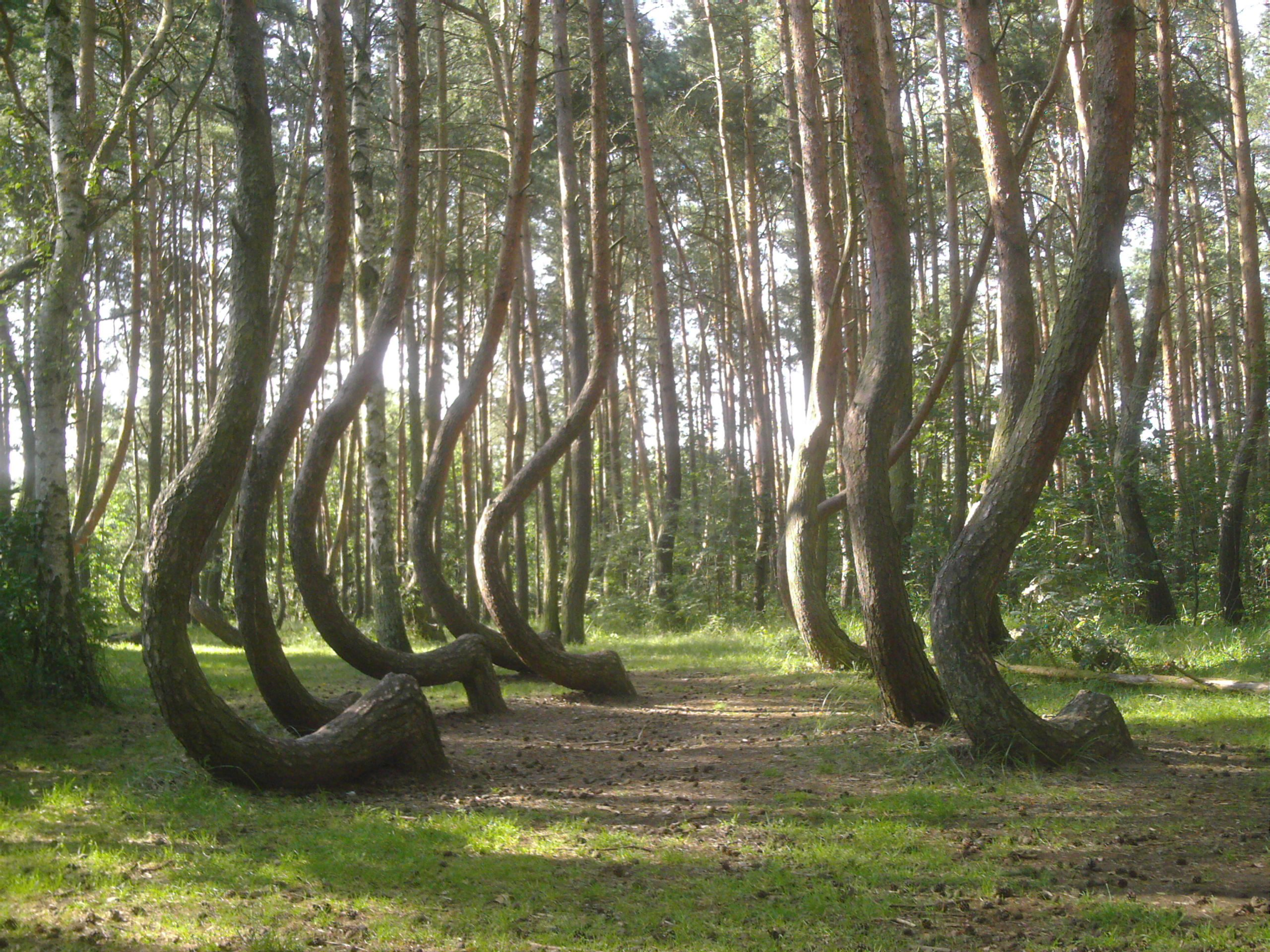
Krzywy Las, Nowe Czarnowo koło Gryfina

Prawie wszystkie europejskie gatunki sosen wymienione w Czerwonej księdze gatunków zagrożonych w 2006 r. miały przyznaną kategorię zagrożenia LR/LC (niższego ryzyka). Tylko sosna rumelijska (P. peuce) posiadała status LR/NT (podwyższonego ryzyka), zaś odmiana sosny kalabryjskiej P. brutia var. pityusa i odmiana sosny czarnej P. nigra subsp. nigra var. nigra Arn. (pod synonimem Pinus nigra ssp. dalmatica) kategorię VU (narażony). W 2007 r. podgatunek sosny nadmorskiej Pinus pinaster subsp. renoui otrzymał status taksonu zagrożonego (EN).
W gorszej sytuacji są gatunki sosen na innych kontynentach. Spośród gatunków azjatyckich jeden (P. squamata) jest krytycznie zagrożony (CR), a dwa gatunki (P. amamiana, P. wangii) i dwie odmiany (Pinus massoniana var. hainanensis, Pinus armandii var. mastersiana) mają status zagrożonych (EN). W 2006 r. cztery gatunki (P. dalatensis, P. dabeshanensis, P. krempfii, P. merkusii) uznawane były za narażone (VU), przy czym od 2007 r. jeden z nich (P. dalatensis) zmienił status na DD, co oznacza brak wystarczających danych do oceny stanu zagrożenia. Cztery kolejne gatunki (P. fenzeliana, P. gerardiana, Pinus tabuliformis var. henryi jako P. henryi, P. latteri) uznane zostały za bliskie narażeniu (LR/NT).
Wśród sosen północnoamerykańskich trzy gatunki (P. culminicola, P. maximartinezii, P. rzedowskii), dwie odmiany P. torreyana (ujęte w randze podgatunku) i odmiana sosny kalifornijskiej (P. radiata var. binata) uznane były za zagrożone (EN). Pięć gatunków i cztery taksony niższego rzędu uznawane są za narażone (VU), w tym długoigielna (P. palustris), P. albicaulis i P. torreyana. Sosna długowieczna (P. longaeva) w 1998 r. uzyskała kategorię zagrożenia VU (narażony), ocena stanu populacji przeprowadzona po kilkunastu latach ujawniła stabilizację ich liczebności, przez co w 2011 r. uznano niski stopień zagrożenia gatunku i nadano mu kategorię LC. Kolejnych dziesięć gatunków i pięć taksonów niższego rzędu jest bliskich narażenia (kategorie NT, LR/NT lub LR/CD).
W Polsce, w latach 1946–2014 pod ścisłą ochroną znajdowała się sosna limba (P. cembra), zaś w latach 1957–2014 sosna górska (P. mugo). Oba te gatunki od 2014 roku objęte są ochroną częściową. Pod ścisłą ochroną gatunkową znajduje się sosna błotna (P. x rhaetica), po raz pierwszy objęta ochroną w 1983 r.
Sosny okazałych rozmiarów lub wyróżniające się od innych walorami krajobrazowymi, kulturowymi lub historycznymi mogą być uznane za pomnik przyrody, zgodnie z prawem polskim. Przyjmuje się, że obwód pnia mierzony na wysokości 130 cm od powierzchni ziemi sosny kandydującej do ochrony pomnikowej ze względu na rozmiary, musi mieć przynajmniej 314 cm. Dolna granica dla sosen obcego pochodzenia wynosi, w przypadku sosny wejmutki – 220 cm, sosny czarnej – 250 cm.
Przykładem pomnikowych sosen jest 16 okazów rosnących w uroczysku „Barcie” w Puszczy Augustowskiej. Pomnikiem przyrody jest także Krzywy Las w okolicach Gryfina (Nowe Czarnowo), liczący ponad 400 sosen z charakterystyczną krzywizną.

## Zastosowanie

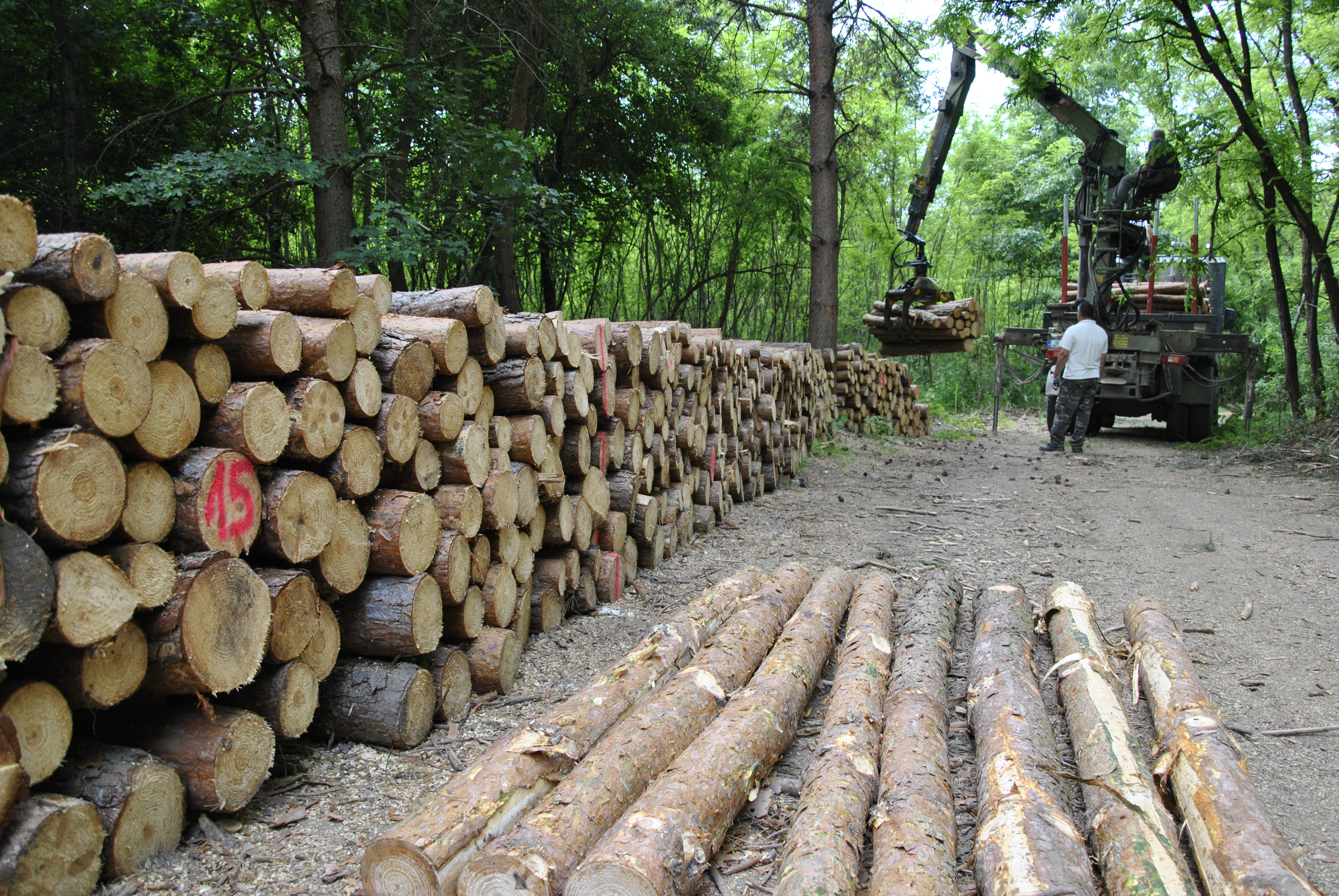
Sosna zwyczajna, Węgry

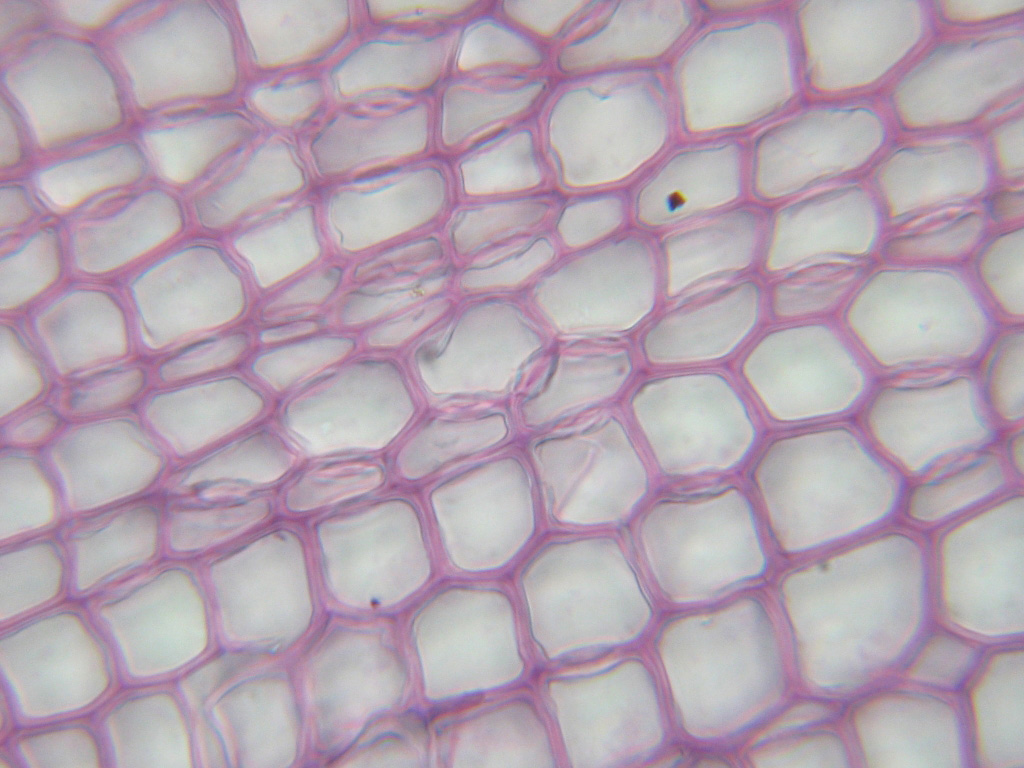
Przekrój poprzeczny drewna sosnowego widziany pod mikroskopem (powiększenie 600x)

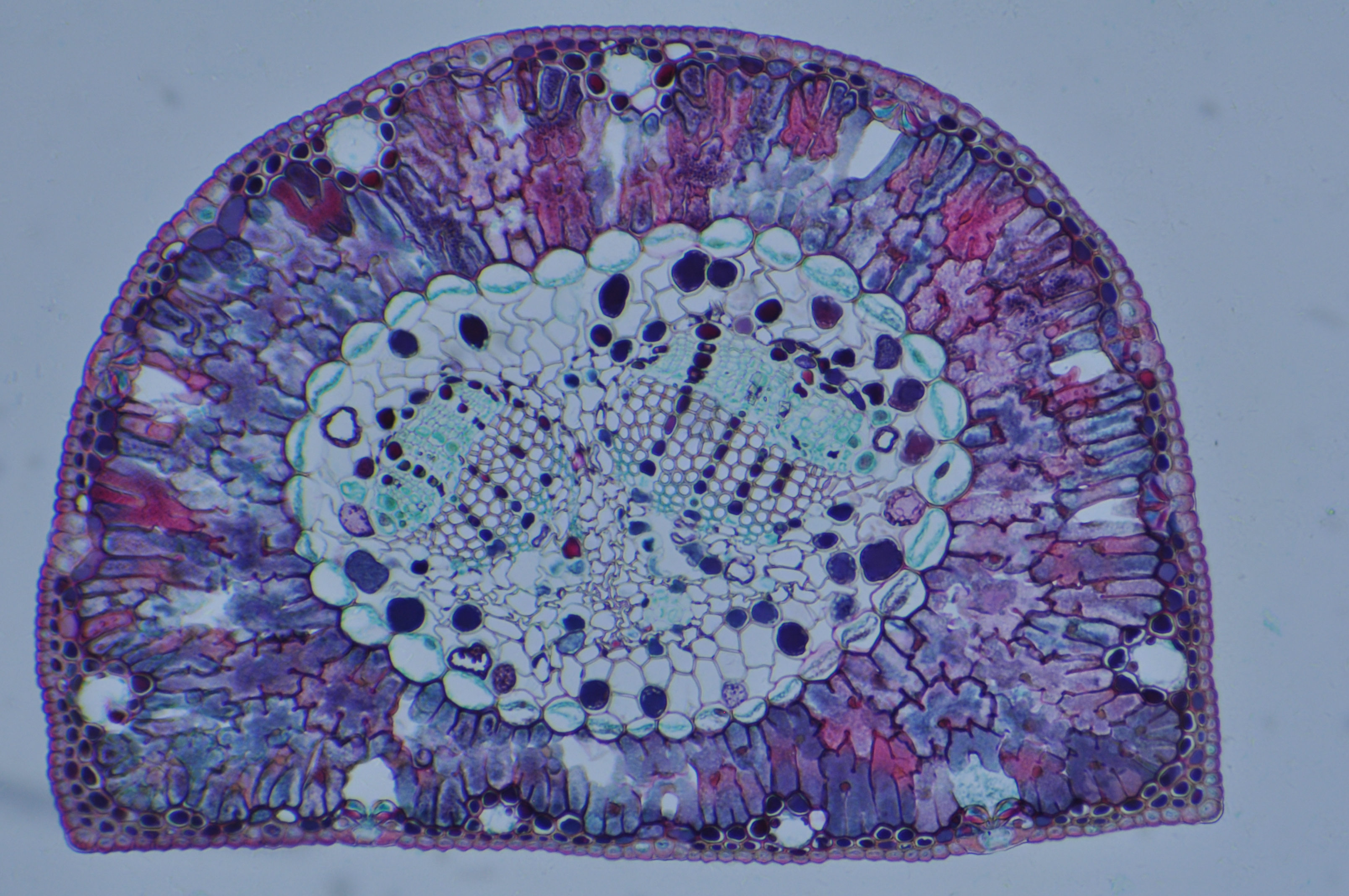
Przekrój poprzeczny liścia sosny zwyczajnej w mikroskopie świetlnym. Widoczna jest ciemno wybarwiona żywica.

Skład gatunkowy lasów jest obecnie w znacznej mierze wynikiem działalności gospodarczej człowieka. Z uwagi na rozwój rolnictwa lasy były od wieków wycinane, a żyźniejsze ziemie przeznaczane pod uprawy rolne. Skutkiem tego, przetrwały w większości lasy rosnące na ubogich lub niedostępnych siedliskach, w tym częściowo lasy sosnowe.
Ze względu na dobre parametry techniczne drewna, szybki wzrost i niewielkie wymagania glebowe, sosny były w XX wieku licznie sadzone i w efekcie dominują (2005) w drzewostanach polskich lasów, w szczególności sosna zwyczajna. Powierzchniowo, sosny wraz z modrzewiami, stanowią ogółem 67,4% lasów w Polsce, 69,2% lasów państwowych (PGL LP), 37,9% parków narodowych, 63,4% lasów prywatnych. Ponadto sosny stanowią 70,1% masy drzewnej w PGL LP, 54,8% w lasach prywatnych.

### Drewno
Większość gatunków sosen ma duże znaczenie w przemyśle drzewnym, budownictwie i meblarstwie. Drewno sosnowe jest łatwe w obróbce, sprężyste, o dobrej wytrzymałości mechanicznej. Niegdyś stosowane było jako materiał na słupy w energetyce, maszty okrętowe, na stemple górnicze czy podkłady kolejowe. Powszechnie wykorzystywane jest w stolarstwie oraz do produkcji papieru, sklejki i wełny drzewnej. Drewno sosny zwyczajnej jest odpowiednie na okleiny wewnętrzne, na stolarkę okienną i drzwiową, podłogi lub meble. W mniejszym stopniu do wykorzystania nadaje się drewno np. sosny wejmutki, introdukowanej i uprawianej w Polsce na potrzeby przemysłu papierniczego, jednak wypieranej z czasem przez gatunki rodzime, dające drewno lepszej jakości.
Poza samym drewnem wykorzystuje się także korę, gałęzie, szyszki, karpinę, igliwie, pąki i korzenie. Pozyskiwane z nich olejki eteryczne znajdują zastosowanie w wielu działach gospodarki, w tym w branżach perfumeryjnych, kosmetycznych i w lecznictwie.

### Żywica
Wszystkie sosny mogą być źródłem żywicy, jednak jej jakość (zawartość terpenów) i ilość możliwa do uzyskania jest różna dla różnych gatunków. W celu pozyskania żywicy żywicowane są drzewa w siedliskach naturalnych oraz na plantacjach, zakładanych także na półkuli południowej.

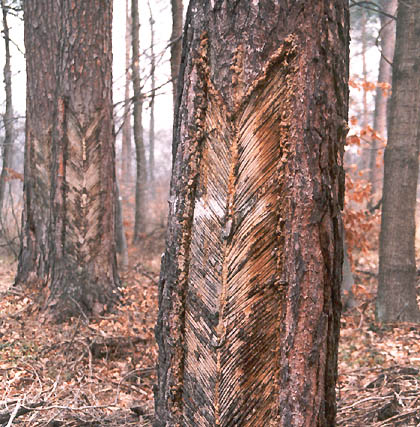
Żywicowanie sosny

Gatunki sosen będące istotnym źródłem żywicy na świecie:
| Gatunek       | Państwo                             |
| ------------- | ----------------------------------- |
| P. brutia     | Turcja                              |
| P. caribaea   | Kenia*, RPA*, Wenezuela*            |
| P. elliottii  | Argentyna*, Brazylia*, Kenia*, RPA* |
| P. halepensis | Grecja                              |
| P. kesiya     | Chiny                               |
| P. massoniana | Chiny                               |
| P. merkusii   | Chiny, Indonezja, Wietnam           |
| P. oocarpa    | Honduras, Meksyk                    |
| P. pinaster   | Portugalia                          |
| P. radiata    | Kenia*                              |
| P. roxburghii | Indie, Pakistan                     |
| P. sylvestris | Litwa, Polska, Rosja                |

*gatunek introdukowany
Z żywicy na drodze destylacji produkowane są wysokiej jakości terpentyna i kalafonia.

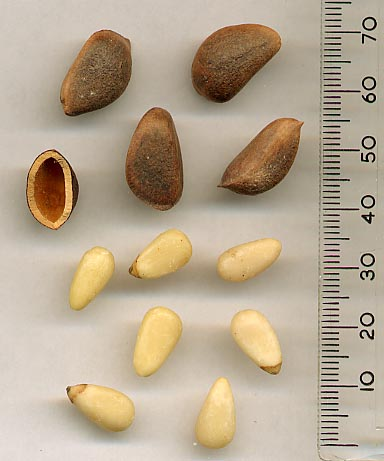
Nasiona sosny koreańskiej

### Nasiona
Nasiona sosen są jadalne, ale tylko ok. 20 gatunków produkuje nasiona na tyle duże, że ich zbiór jest opłacalny. W Europie najbardziej znane są nasiona sosny pinii, nazywane orzeszkami piniowymi. Nasiona te są zbierane i sprzedawane jako produkt do gotowania, pieczenia i stosowane m.in. jako składnik sosów (np. pesto), czy dodatek do deserów. W niewielkim stopniu pozyskiwane są także nasiona limby.
Sosna pinia uprawiana jest także w śródziemnomorskich rejonach Azji, w szczególności w Pakistanie i Libanie, w którym w 1999 r. wyprodukowano 14,9 ton orzeszków piniowych, z czego większość z przeznaczeniem na rynek lokalny. W Turcji wartość eksportu w 1999 r. przekroczyła kwotę 6 mln dolarów. W Azji na nasiona uprawiane są ponadto dwa gatunki: sosna koreańska (P. koraiensis) na północy i P. gerardiana w zachodnich Himalajach. Nasiona P. gerardina popularne są także w Pakistanie, Afganistanie i Indiach. Pakistan eksportuje ok. 120 ton nasion rocznie, przeważnie do krajów Azji Mniejszej. Dalsze cztery gatunki: limba syberyjska (P. sibirica), sosna karłowa (P. pumila), sosna Armanda (P. armandii) i P. bungeana są wykorzystywane w ograniczonym zakresie.
W Ameryce Północnej wykorzystuje się głównie nasiona trzech gatunków: P. edulis, P. monophylla i P. cembroides.
100 g nasion sosny zawiera 31 g protein, najwięcej spośród wszystkich orzechów czy nasion.

### Drzewa ozdobne
Niektóre gatunki sosen nadają się do uprawy w warunkach miejskich, ze względu na tolerancję na zanieczyszczenia (sosna limba, sosna górska, sosna czarna), zasolenie gleby (sosna górska), silne wiatry (sosna czarna) czy niskie temperatury (sosna koreańska). Część gatunków jest jednak podatna na choroby (sosna czarna) i nie toleruje gleb zasadowych (sosna wejmutka). Sosny do wzrostu potrzebują zazwyczaj miejsc nasłonecznionych. W warunkach miejskich gatunki 2-igielne są z reguły bardziej wytrzymałe niż te o trzech i więcej igłach na krótkopędzie.
Sosny nadają się do formowania żywopłotów, osłon, a także do pojedynczych nasadzeń. W drodze selekcji powstało wiele odmian karłowatych, nadających się do uprawy w niewielkich ogródkach.

### Nasadzenia biotechniczne
Ze względu na odporność na zasolenie, ekstremalne warunki klimatyczne i preferencję gleb przepuszczalnych, sosny stosowane są w nasadzeniach o funkcji biotechnicznej, w szczególności w celu umocnienia wydm, rekultywacji wyrobisk pokopalnianych i hałd. W Polsce sadzi się na wydmach kosodrzewinę i sosnę zwyczajną, w okresie przedwojennym wprowadzano tu także sosnę smołową, czarną i Banksa. Działalność ta ma na celu umacnianie wybrzeża, ale jednocześnie koliduje z potrzebami zachowania walorów przyrodniczych wydm, które są siedliskiem przyrodniczym wymagającym ochrony w obszarach Natura 2000.

## Szkodniki
Owady żerując na sosnach doprowadzają do uszkodzenia i zniekształcenia różnych ich części i w efekcie do obniżenia kondycji drzew i jakości pozyskiwanego z nich surowca, co sprawia, że zwalczane są jako szkodniki.
Igły sosnowe stanowią pożywienie niektórych gatunków motyli (zobacz listę motyli żerujących na sosnach), w tym barczatki sosnówki (Dendrolimus pini).
Niektóre owady są oligofagami i żerują na kilku lub więcej gatunkach sosen, czasem także na innych iglastych.
Oligofagi (wybór):

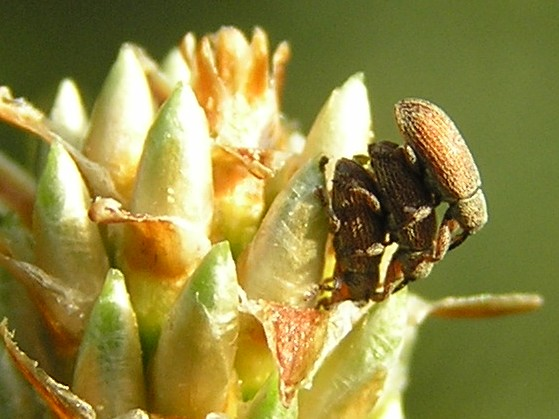
Krótkostopka sosnowa

- Borecznik sosnowiec (Diprion pini) – larwy żerują na igłach, głównie sosny pospolitej.
- Borodziej cieśla (Ergates faber) – larwy żerują w drewnie bielastym sosny.
- Cetyniec mniejszy (Tomicus minor Htg.) – szkodnik sosny zwyczajnej i innych sosen, wyjątkowo żeruje na świerku.
- Drzewisz owłosiony (Hylurgus ligniperda F.) – żeruje w korzeniach i pniakach martwych sosen, na styku łyka i bielu.
- Kornik sześciozębny (Ips sexdentatus Boern.) – żeruje we floemie i ksylemie sosny, rzadziej świerka.
- Krótkostopka sosnowa (Brachyonyx pineti Payk.) – larwa minuje igły sosnowe.
- Kwieciak sosnowiec (Anthonomus varians Payk.) – larwa żeruje w męskich kwiatostanach.
- Miodownica sosnowa (Cinara pini L.) – żeruje na pędach, pączkach i igłach.
- Poproch cetyniak (Bupalus piniarius L.) – żeruje na igłach, osłabiając drzewa i zniekształcając korony.
- Smolik znaczony (Pissodes castaneus De Geer) – na pędach i strzałkach żeruje zarówno larwa, jak i imago.
- Zmróżka sosnowa (Cryptocephalus pini L.) – postacie dorosłe żerują na igłach sosny.

Istotne szkody w szkółkach i młodnikach sosnowych powodują także liczne polifagi glebowe, atakujące rośliny na różnym etapie rozwoju.
Polifagi (wybór):
- Guniak czerwczyk (Amphimallon solstitialis L.) – szkodnik systemów korzeniowych.
- Niestrudek lśniący (Bembidion lampros Hbst.) – szkodnik wschodzących nasion i siewek.
- Rolnica szkółkówka (Agrotis vestigialis Rott.) – szkodnik żerujący na nadziemnych i podziemnych częściach siewek i młodych sadzonek.

## Choroby
Patogeny atakują sosny na różnych etapach ich rozwoju, wyrządzając wiele szkód, szczególnie w monokulturach, gdzie mają sprzyjające warunki do szybkiego rozprzestrzeniania się. Choroby dotykają zazwyczaj określonych części drzewa, z reguły obniżając jego wartość gospodarczą i powodując jego stopniowe obumieranie. Jednym z największych zagrożeń dla życia sosen w naturalnych ekosystemach są choroby systemu korzeniowego. Sosny w naturalnych ekosystemach są bardziej odporne na choroby, między innymi ze względu na presję selekcyjną, której podlegają. Sosny w sztucznych nasadzeniach, szczególnie poza naturalnym zasięgiem występowania, wykazują większą podatność na choroby.
Poważnym zagrożeniem dla wielu populacji sosen amerykańskich okazało się przypadkowe wprowadzenie do ich ekosystemów nowych patogenów, przywiezionych z Europy. Pierwszą epidemię w lasach sosnowych spowodowała rdza wejmutkowo-porzeczkowa, wprowadzona na początku XX w.
Choroby siewek, nasion i młodych sadzonek
- Szara pleśń siewek – powodowana przez Botrytis cinerea Pers. w tunelach foliowych i inspektach.
- Zgorzel siewek – choroba kiełkujących nasion, wschodów i młodych siewek, jej sprawcą w warunkach klimatycznych Polski może być zespół grzybów obejmujący około 30 gatunków. Najważniejszymi sprawcami zgorzeli siewek sosny w szkółkach są: sierpik (Fusarium oxysporum) i Thanatephorus cucumeris.
- Dławienie siewek – powodowane przez chropiatkę pospolitą (Thelephora terrestris). Grzyb ten nie jest pasożytem, natomiast owocniki grzyba niekiedy silnie i groźnie obrastają saprofitycznie, z zewnątrz, siewki i młode drzewa w szkółkach i uprawach, doprowadzając do ich zamierania.

Choroby igieł

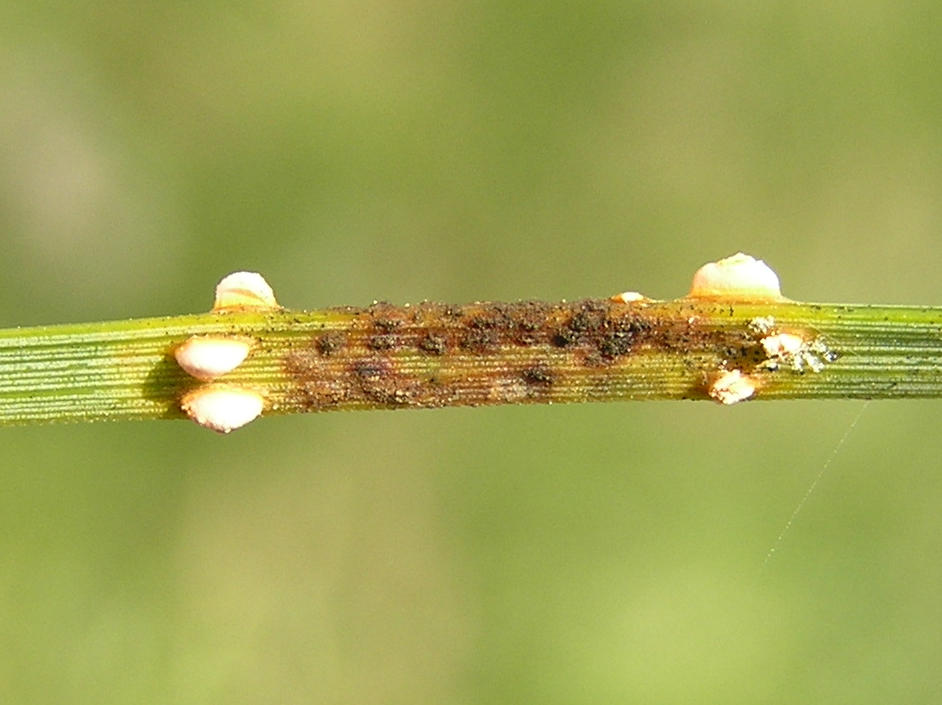
Igła sosny z ecjami Coleosporium tussilaginis

- Osutki sosen – grupa chorób wywoływanych przez szereg patogenów, w tym grzyb pasożytniczy Lophodermium pinastri.
- Rdza pęcherzykowata igieł sosny (rdza pęcherzykowata, pęcherzyca sosny) – sprawcą choroby jest Coleosporium tussilaginis (Pers.) Berk. Jest to gatunek grzyba rdzawnikowego, z bardzo dużą liczbą żywicieli, zróżnicowanym na wiele form biologicznych, często traktowanych jako odrębne gatunki. Opisano ich ponad 80. Jest grzybem dwudomowym – drugim żywicielem, może być podbiał pospolity, starzec wiosenny. Choroba występuje epifitozyjnie na rozległych obszarach Ameryki Północnej, Europy i Azji.

Choroby pędów i pni

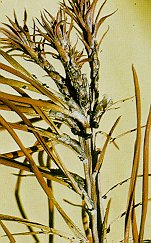
Pęd sosny zainfekowany przez Gremmeniella abietina

- Zamieranie pędów sosny – choroba wywoływana przez patogeny: Gremmeniella abietina, Cenangium ferruginosum i Sphaeropsis sapinea powodująca zamieranie pędów, siewek i całych drzew.
- Zasychanie (zamieranie) wierzchołków pędów – sprawcą choroby jest Sphaeropsis sapinea. Porażone pędy sosen wyglądają, jakby nie zakończyły wzrostu na długość i dość nagle zaschły. Choroba występuje w zachodniej Europie na różnych gatunkach sosny, najczęściej na sośnie czarnej i zwyczajnej, może zostać zawleczona i wystąpić również w Polsce. W USA występuje, między innymi na drzewach z rodzajów: cedr, jałowiec, świerk, sosna i daglezja.
- Obwar sosny – choroba ma wiele nazw: rdza kory sosny zwyczajnej, obwar, osmół, suchoczub, rdza pęcherzykowata kory sosny. Sprawcą choroby jest grzyb rdzawnikowy Cronartium flaccidum. Jest grzybem dwudomowym, występuje na sośnie zwyczajnej i czarnej oraz na wielu roślinach niedrzewiastych np. na piwonii lekarskiej.
- Rdza wejmutkowo-porzeczkowa – wywołuje ją grzyb Cronartium ribicola, drugim domownikiem jest porzeczka. Niektóre gatunki sosen są odporne na tę chorobę, np. sosna limba, sosna drobnokwiatowa, inne, szczególnie gatunki północnoamerykańskie są bardzo podatne, np. sosna wejmutka, sosna Lamberta.
- Skrętak sosny – choroba ta dotyczy tegorocznych głównych i bocznych pędów sosny zwyczajnej i rzadziej kosodrzewiny. Najgroźniejsza jest dla szkółek, upraw i młodników sosnowych. Sprawcą choroby jest rdza dwudomowa, pełnocyklowa Melampsora populnea (Rostr.) Rostr., która pasożytuje na sosnach (również na modrzewiach) oraz na topoli osice, białej i niektórych roślinach zielnych.
- Raki drzewne sosny – grupa chorób powodowanych przez szereg patogenów. Crumenulopsis sororia poraża w zachodniej Europie pędy sosen, szczególnie sosny czarnej, wydmowej, a także zwyczajnej. Powoduje powstanie na gałęziach raków drzewnych o niezbyt dużych rozmiarach. Sarea difformis powoduje na sośnie wycieki żywicy lub odkryte raki na strzałkach i gałęziach. Na jednym pniu sosny może występować od 3 do 20 raków (ran). Tego typu raki na sośnie spotyka się w północno-zachodnich i środkowych rejonach europejskiej części Rosji, na Białorusi i Syberii. Z żywicznych wycieków, towarzyszących występowaniu raków drzewnych, często można wyizolować Biatorella resinae (Fr.) Mudd. Inne gatunki grzybów z rodzaju Biatorella są grzybowymi komponentami porostów. Sprawcą bakteryjnego raka pni sosny jest Pseudomonas pini Wuill. Najczęściej infekcja następuje przez rany po odpadłych gałęziach (przez sęki). Na jednym pniu można spotkać do 30 raków, które mogą osiągać dość znaczne rozmiary, niekiedy do 1 m średnicy. Czasami tego typu raki nazywa się „opuchnięciami” drzewa. Najczęściej porażane są drzewa w wieku 60-80 lat. Bakteryjne raki sosny występują w środkowej części europejskich rejonów Rosji i na rozległych obszarach Syberii.
- Huba sosny – sprawcą tej choroby jest czyreń sosnowy (Phellinus pini (Brot.: Fr.) A. Ames.). Znaczenie gospodarcze tej choroby dla polskiego leśnictwa jest duże, ponieważ najcenniejsze partie strzały ulegają zgniliźnie.

Choroby korzeni
- Armilarioza – choroba wywoływana przez opieńki, przy czym największe znaczenie gospodarcze w Polsce jako patogen drzew iglastych, szczególnie sosny i świerka, ma opieńka ciemna (Armillaria obscura). Pierwszym objawem porażenia jest przebarwienie aparatu asymilacyjnego na jasnozielony kolor, potem na żółty, aż do rudego. Następuje skrócenie długości igieł i pędów. Na korzeniach powstają wycieki żywicy, tworzą się bryły zlepionej ziemi. Na zamierających i martwych już drzewach występują pod korą białe płaty grzybni oraz charakterystyczne, długie ryzomorfy. Drewno korzeni i głównie bielastej części pnia ulega zgniliźnie białej. Na rozkładanym drewnie pojawiają się ciemnobrunatne lub czarne, nieregularne linie. Objawem mogą też być masowo występujące wokół martwych drzew i na pniakach kapeluszowe owocniki.
- Huby korzeni – należą do najbardziej gospodarczo ważnych chorób drzew leśnych, zarówno w skali światowej, jak i Polski. Sprawcą choroby jest m.in. korzeniowiec wieloletni (Heterobasidion annosum (Fr.) Bref. = Fomes annosus (Fr.) Cke), który występuje w lasach niemal całego świata, poraża gatunki drzew iglastych, rzadziej liściastych. W Polsce groźny zwłaszcza dla sosny zwyczajnej i świerka, we wszystkich klasach wieku.
- Inne – szmaciak gałęzisty (Sparassis crispa (WULF.): R.) pasożytuje na korzeniach i pniach starych osłabionych drzew iglastych, w tym sosny zwyczajnej, powodując brunatną zgniliznę drewna. Murszak rdzawy (Phaeolus schweinitzii (Fr.) Pat.) powoduje brunatną zgniliznę drewna korzeniowego i odziomkowego starych drzew iglastych.

## Zależności międzygatunkowe

### Mikoryza
W przypadku sosen, jako drzew leśnych, często występuje zjawisko mikoryzy. Jest to oddziaływanie grzybów i roślin o charakterze nieantagonistycznym. Grzyby wchodzą z sosnami w związek określany jako mikoryza zewnętrzna (ektotroficzna). Strzępki grzyba oplatają korzenie boczne drzewa, wnikając jedynie do przestworów międzykomórkowych kory pierwotnej. Strzępki przejmują rolę włośników korzeniowych, które stopniowo zanikają. Mikoryza pozwala sosnom na zwiększenie powierzchni chłonnej korzenia, dzięki temu drzewa są lepiej zaopatrywane w wodę i sole mineralne. Ponadto grzyb przyspiesza rozkład próchnicy wzbogacając ziemię w proste związki odżywcze, łatwo przyswajalne przez rośliny.
W leśnictwie pozytywny wpływ grzybów mikoryzowych na drzewa wykorzystuje się stosując w szkółkach leśnych preparaty zawierające strzępki grzybni. Preparat wprowadza się bezpośrednio do ziemi lub moczy korzenie sadzonki w specjalnym roztworze. Przykładem pozytywnych efektów takich zabiegów, jest zwiększenie wytrzymałości na wysokie temperatury sadzonek Pinus taeda lub odporności na niskie temperatury Pinus strobus. W technologii francuskiej jako grzyba najczęściej stosuje się lakówkę dwubarwną (Laccaria bicolor (Maire) P.D. Orton), w technologii polskiej włośniankę rosistą (Hebeloma crustuliniforme (Bull.) Quél.). W przypadku sosen skuteczność zabiegu mikoryzowania dochodzi do 100%.

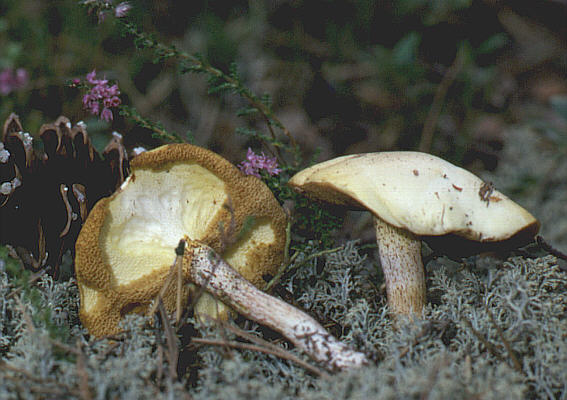
Maślak łagodny

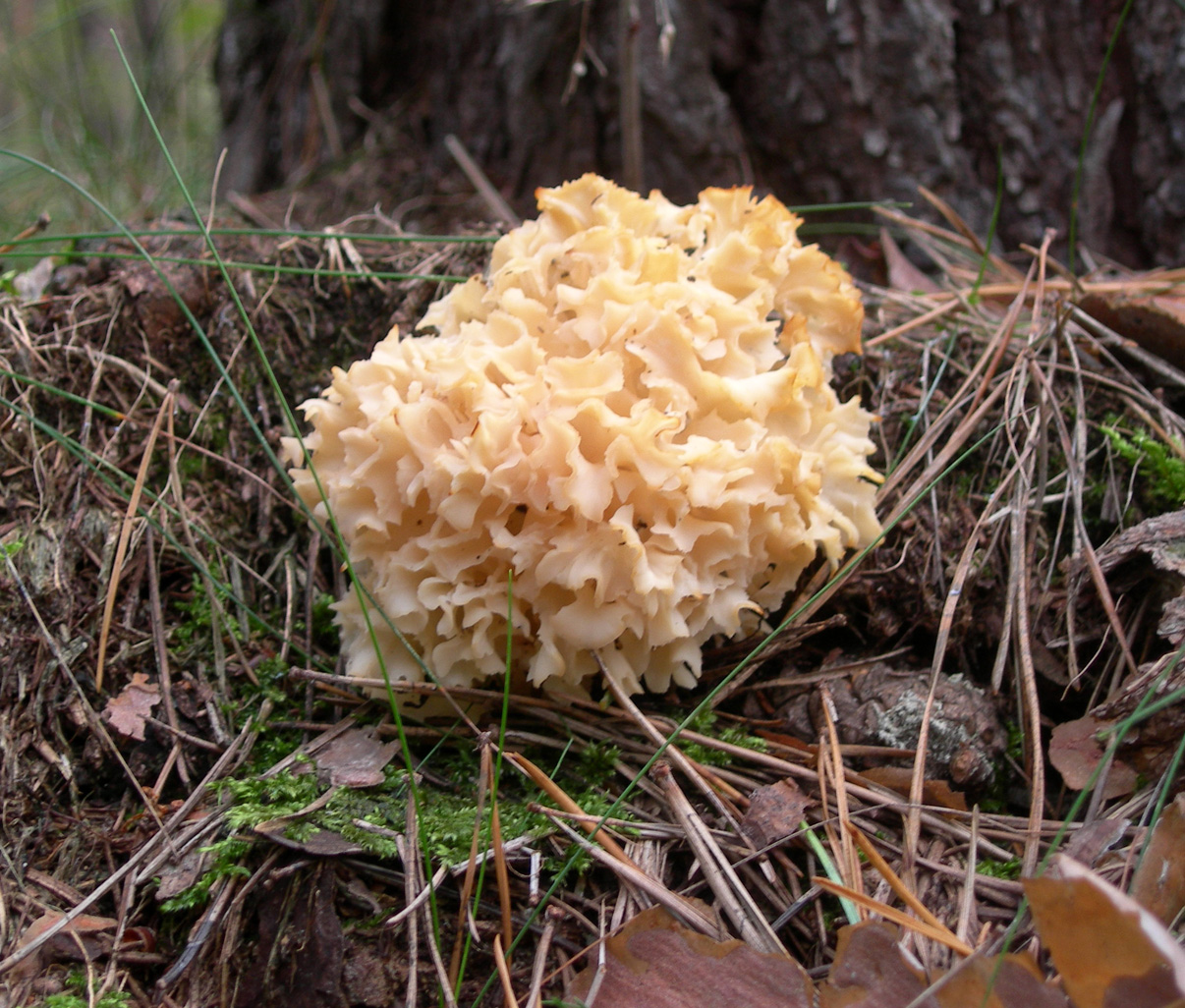
Szmaciak gałęzisty

W polskich lasach najczęściej obserwuje się związek maślaka zwyczajnego (Suillus luteus) i sosny zwyczajnej. Także grzyby z rodzaju borowik wiążą się z sosną, w tym borowik sosnowy (Boletus pinicola). Niejadalny goryczak żółciowy (Tylopilus felleus) najczęściej wiąże się z sosnami w borach sosnowych, ale także w innych lasach iglastych i mieszanych.
Spośród gatunków grzybów występujących w lasach iglastych, tworzących mikoryzę z sosnami, wyróżnić można także:
- Mleczaj rydz odm. sosnowa (Lactarius deliciosus var. pini Vasilk.) – nizinne lasy sosnowe.
- Gąska niekształtna (Tricholoma portentosum (Fr.) Quél.) – bory sosnowe
- Gąska zielonka (Tricholoma equestre (L.) P. Kumm.) – bory sosnowe.
- Klejówka helwecka (Gomphidius helveticus Sing.) – lasy iglaste, najczęściej bory sosnowe na nizinach i w górach.
- Klejek czerwonawy (Chroogomphus rutilus (Schaeff.) O.K. Mill.) – lasy iglaste, najczęściej bory sosnowe na nizinach i w górach.
- Maślak limbowy (Suillus plorans (Roll.) O. Kuntze) – pod limbami, w położeniach górskich.
- Maślak wejmutkowy (Suillus placidus (Bon.) Sing.) – pod limbą i wejmutką.
- Maślak pstry (Suillus variegatus (Sw. ex Fr.) O. Kuntze) – lasy iglaste, najczęściej bory sosnowe na piaszczystych glebach.
- Maślak sitarz (Suillus bovinus (L. ex Fr.) O. Kuntze) – bory sosnowe na piaszczystych glebach.
- Maślak ziarnisty (Suillus granulatus (L. ex Fr.) O. Kuntze) – lasy iglaste, najczęściej pod sosnami.
- Piestrzenica kasztanowata (Gyromitra esculenta (Pers. ex Pers.) Fr.) – lasy iglaste, najczęściej zarośla sosnowe na glebach piaszczystych (gatunek trujący).
- Szmaciak gałęzisty (Sparassis crispa (Wulf.) ex Fr.) – pod sosnami w lasach iglastych.

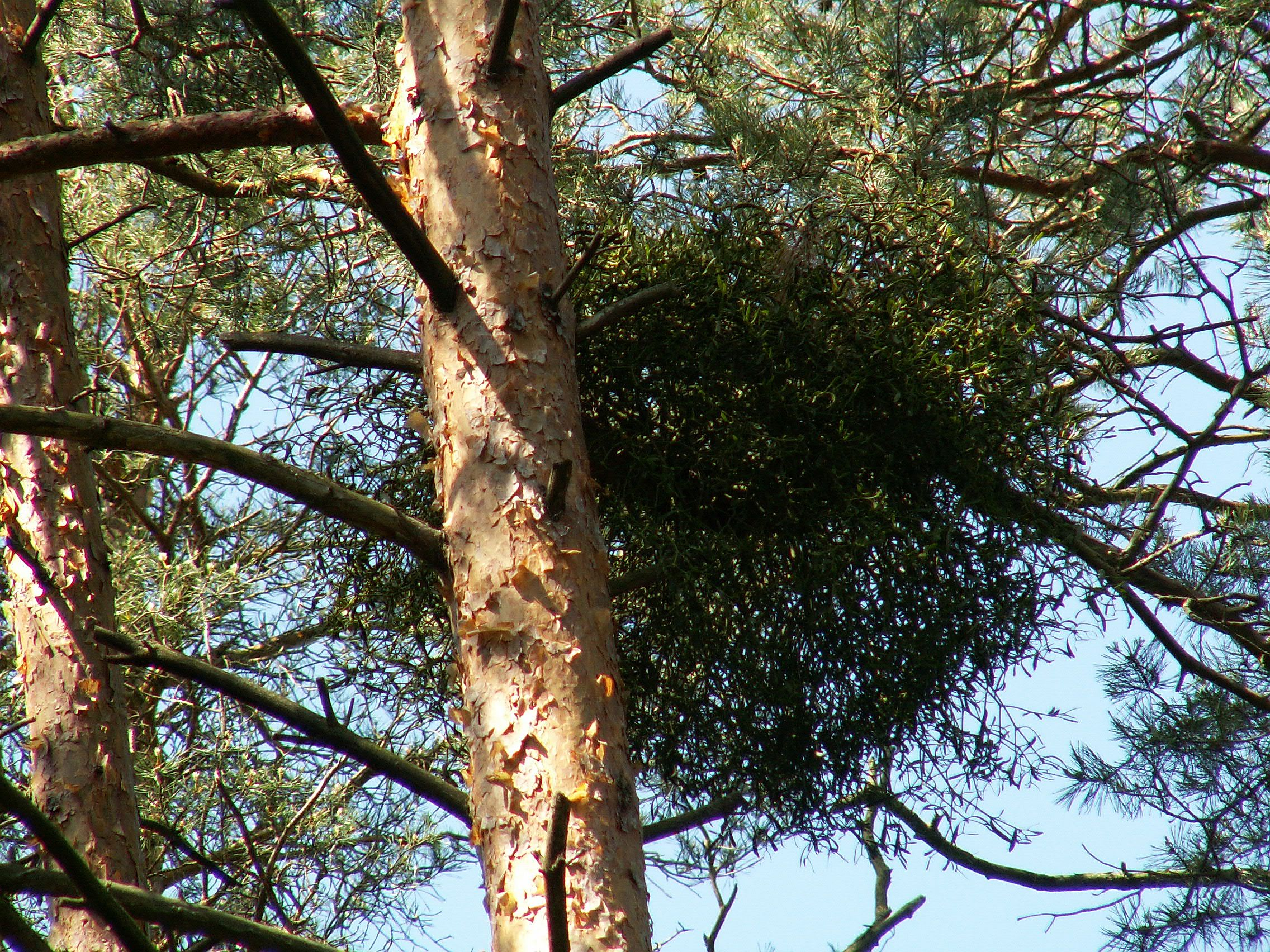
Jemioła pospolita rozpierzchła

### Rośliny pasożytnicze
Pasożytnictwo jest oddziaływaniem o charakterze antagonistycznym. Roślinnymi pasożytami sosen są:
- Jemioła pospolita rozpierzchła (Viscum album ssp. austriacum) – półpasożyt pędowy sosny, pobiera z drzewa wodę i sole mineralne, nie zagraża jego życiu, przeważnie występuje kilka, rzadko kilkanaście kęp na jednym drzewie.
- Rośliny z rodzaju Arceuthobium (rodzina sandałowcowate Santalaceae) – pasożyty obligatoryjne pędowe sosny (także świerka i jodły), atakują drzewa deformując pnie, ograniczając wzrost, a nawet doprowadzając do ich śmierci. Są zdolne do fotosyntezy, ale po początkowym okresie wzrostu stopniowo minimalizują jej przeprowadzanie, pobierając większość pożywienia z drzewa-żywiciela. W obszarze ich występowania uznawane są za jedne z najistotniejszych przyczyn obumierania sosen w naturalnych ekosystemach[34].

## Nazewnictwo
Pinus to nazwa pochodzenia łacińskiego, w starożytnym Rzymie używana w odniesieniu do sosny i świerka. Bezpośrednio od niej wywodzi się francuska nazwa pin, a od niej z kolei angielska pine. Podobne nazwy stosowane są w innych językach romańskich, np. włoskim pino. Dawniej (przed XIX w.) w angielskim nazewnictwie funkcjonowała nazwa fir, pochodząca od staronordyjskiego fyrre, która obecnie zarezerwowana jest dla rodzaju Abies, i Pseudotsuga. Pozostałości staronordyjskiej nazwy widać w innych współczesnych językach europejskich: duńskie fyr, norweskie furu, i niemieckie Föhre (w potocznym niemieckim nazwa ta została zastąpiona przez Kiefer, słowo pochodzące od Kien-Föhre, nazwy uzyskanej po Kienspan – małym patyku z sosnowego drewna, używanym jako świeczki).
Do polskiej nazwy tego rodzaju podobne są nazwy w pozostałych językach zachodnio- i wschodniosłowiańskich, np. rosyjska сосна. Inne nazwy europejskie to np. szwedzkie tall, niderlandzkie den, fińskie mänty, bułgarskie i serbsko-chorwackie bor i greckie pitys. W innych językach funkcjonują nazwy m.in. chińskie sōng (松), hebrajskie oren, japońskie matsu, koreańskie sonamu i tajskie sonn.

## Obecność w kulturze
Na przestrzeni wieków sosny dostarczały ludziom produktów ważnych w ich codziennym życiu, przez co w naturalny sposób wpisały się w folklor, kulturę i sztukę wielu społeczeństw. Sosny używane były także jako symbole religijne i polityczne.

### Folklor, mitologia i religia
W wierzeniach ludzi od czasów pierwotnych pojawia się drzewo kosmiczne umiejscawiane w sakralnym centrum świata. Wśród drzew najczęściej lokowanych w środku świata znajduje się także sosna, obok dębu, jawora, lipy i jabłoni.
Dawne wyobrażenia czyniły z drzewa łącznika między sferami kosmosu, w tym niebem a ziemią. Z tego względu drzewa (zwłaszcza dęby, lipy, brzozy i sosny) sadzono w pobliżu miejsc kultu, np. kaplic, cmentarzy, kościołów. Umieszczanie drzew na mogiłach łączyło się z chęcią zapewnienia zmarłym możliwości odrodzenia, jednak później traktowane było jako działanie obronne, mające chronić żywych przed szkodliwym działaniem pogrzebanych.
W kulturze ludowej panowało przekonanie o możliwości przemiany człowieka w drzewo, które zachodzi w momencie wzrastania drzewa posadzonego na mogile zmarłego. Motywy te pojawiają się w wierzeniach i kulturze wielu ludów. Sosnę otaczano czcią w starożytnej Grecji, Rzymie i Galii, a także w Chinach i Japonii.
Około 3000 lat p.n.e. w Chinach, za panowania cesarza Shennonga, Chińczycy pijali herbatę przestrzegając ścisłego ceremoniału, którego dopełniali pod sosną – na cześć dobrego ducha mieszkającego w tym drzewie. W ich wierzeniach także pojawia się motyw sosny jako szczególnego drzewa – sosny sadzone na grobach miały wzmacniać ciała zmarłych, i ocalać je tym samym przed rozsypaniem się w pył. Równocześnie drzewo miało dodawać energii duszom przodków.
Sosna sadzona w chińskich ogrodach symbolizowała stałość, nieśmiertelność i siłę charakteru. Łączono ją zazwyczaj ze śliwą i bambusem.
Zwyczaj picia herbaty pod sosną przejęli w VIII wieku Japończycy, czynili tak w celach obrzędowych. Jeszcze w XVI wieku samurajowie urządzali uroczystość picia herbaty pod sosnami rosnącymi wokół świątyni Kitano-Tenmangū w Kioto. W japońskich ogrodach sosna była symbolem długiego życia. W japońskiej sztuce układania kwiatów – ikebanie – gałązki sosny symbolizują skały i kamienie.

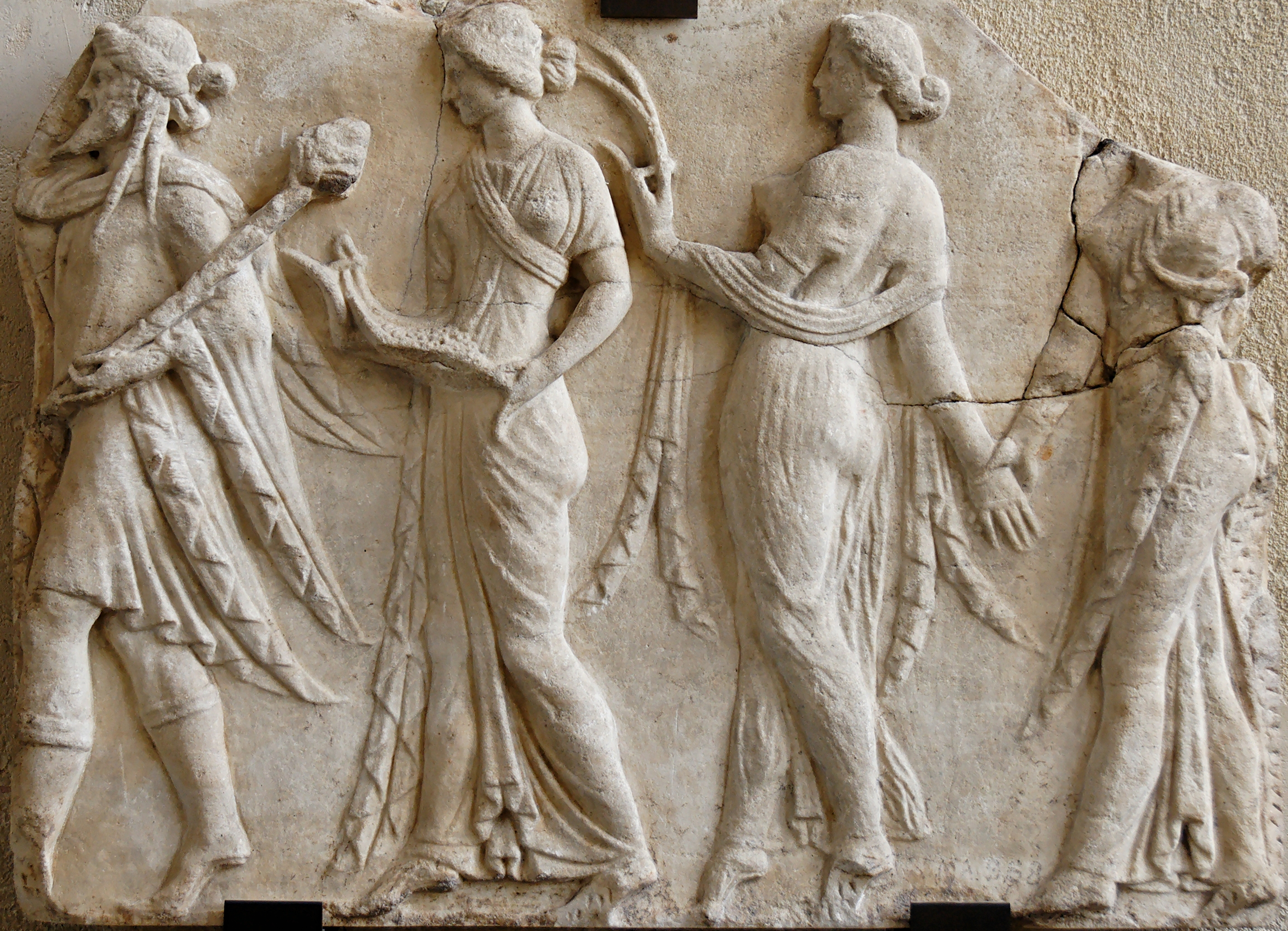
Dionizos trzymający tyrs, prowadzący hory (pory roku). Luwr, Paryż.

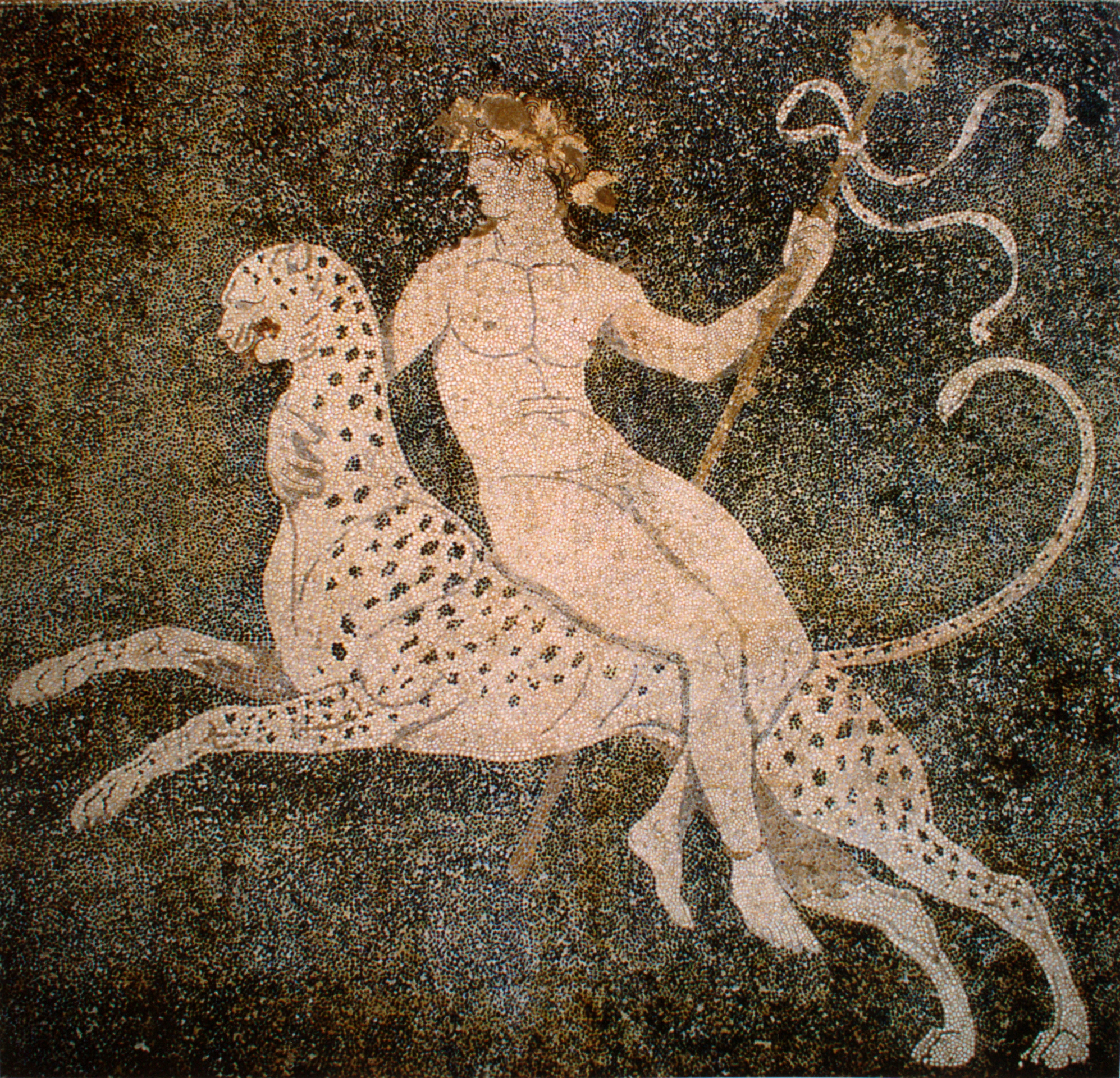
Dionizos dosiadający pantery, trzymający tyrs. Mozaika na podłodze w ‘Domu Dionizosa’, Pella Archaeological Museum.

Według mitologii greckiej lasy i polany były zamieszkane przez nimfy (m.in. driady) i średniej rangi męskich bogów, w tym Pana. Pan zakochał się w nimfie zwanej Pitys. Zazdrosny o nią kochanek – Boreasz, zrzucił ją ze skały. W miejscu śmierci z ciała nimfy wyrosła sosna. Krople żywicy, widoczne na złamanych przez wiatr gałęziach sosny, uważano za łzy Pitys wspominającej swoją młodość i obydwu adoratorów. Pamiątką po tej opowieści jest nazwa jednego z gatunków sosny: Pinus pityusa Steven, 1838 (syn. Pinus brutia Ten.) rosnącego nad Morzem Czarnym.
Greccy i rzymscy artyści przydzielali bóstwom atrybuty, które symbolizowały ich moc, rangę oraz umożliwiały identyfikację. Asklepiosa (Eskulapa) przedstawiano z berłem lub kijem (tzw. laską Eskulapa) w jednej ręce, wokół kija często okręcony był wąż, w drugiej trzymał sosnową (lub świerkową) szyszkę. Szyszka sosny symbolizowała prawdopodobnie żywotność i płodność.
W Grecji sosna poświęcona była także matce bogów – bogini Kybele i Attisowi. Sosnowa szyszka wieńczyła tyrs (gr. thyrsos) – laskę Dionizosa, symbolizowała las i łączyła Dionizosa z Kybele.
Rzymianie, dla których Kybele stała się Cybele – boginią przyrody i płodności, nazywali ją Wielką Matką i także ofiarowali jej świętą sosnę. Podczas uroczystości poświęconych tej bogini do obrządku wykorzystywano młode sosenki.
Sosnowe szyszki pojawiały się także na antycznych amuletach i miały znaczenie symbolu fallicznego. Uważane były za symbol płodności i często są w tym charakterze stosowane również współcześnie – umieszczane na szczytach nóg drewnianych łóżek i jako ozdobne rzeźbienia.
Słowianie traktowali sosny z szacunkiem i powagą. Podczas obchodzenia Święta Wiosny sosna odgrywała rolę przedmiotu liturgicznego. Gałąź sosnową lub małe drzewko przybierano w kwiaty i inne ozdoby i obnoszono po domach życząc szczęśliwego „nowego latka”. Uroczystość nazywała się „chodzenie z gaikiem”, „chodzenie z królewną”, na Ukrainie „haiwki”, na Białorusi „zielone wino”, w Czechach „kralovna nedele”.
Sosna była także świętym drzewem słowiańskiego demona Boruty. Według wierzeń, jako władca lasu i opiekun zwierząt, zamieszkiwał starą sosnę w centrum puszczy.
Podczas prac archeologicznych w Kowalewku, gdzie odkryto cmentarzysko birytualne kultury wielbarskiej, archeolodzy prowadzący badania ustalili, że podczas ceremonii pochówku używana była sosna. W grobach szkieletowych znalezione zostały węgle drzewne, w większości pochodzące z drewna sosnowego. Z analizy węgli drzewnych w grobach ciepłopalnych wynika, że z drewna sosnowego formowano stosy kremacyjne, prawdopodobnie ze względu na zawartość żywicy, jak również powszechne występowanie. Archeolodzy sugerują, że sosna mogła być użyta przy pochówku ze względu na wierzenia wielu społeczności antycznych i nowożytnych, które uznawały sosnę za symbol smutku, ale i nieśmiertelności.
Sosny cieszyły się autorytetem jeszcze długo po przyjęciu w Polsce chrześcijaństwa. Pozostały z tamtych czasów legendy, np. o sośnie brata Piotra z zakonu św. Franciszka. Według legendy, obserwancja (odłam franciszkanów) miała przetrwać tak długo, jak długo będzie trwać sosna posadzona przez zakonnika obok klasztoru. Legenda głosi, że sosna pozostawała bez zmian i wiecznie kwitła.
Sosna miała również moce magiczne i uzdrawiające. Popiół z jej igieł przykładano na dziąsła, co miało uśmierzać bóle zębów. Metodę tę stosowali nie tylko Słowianie, ale także Japończycy i Indianie. Z kolei szyszki i pędy sosnowe, gotowane razem w serwatce i wypijane zaraz po porannym pacierzu, uważano za skuteczny lek przeciw darciu w kościach, swędzeniu głowy, paskudnikom i kamieniowi w dołku.
Wierzono, że sosnowa trumna zapewniała umarłym spokój wieczny, sprawiała, że dusze godziły się z nową rzeczywistością i nie pragnęły wracać z zaświatów. Żyjącym dawała zaś pewność, że zmarły w najbliższym czasie nie pociągnie ich za sobą.
Również na terenie Meksyku i Ameryki Środkowej sosny były przedmiotem kultu. Aztekowie uważali Pinus teocote za drzewo bogów. W świątyniach palili w ofierze bogom aromatyczną kalafonię, pozyskiwaną z żywicy tej sosny. Majowie zamieszkujący Gwatemalę do czasów obecnych używają sosnowej kalafonii w obrzędach religijnych. Otaczają także sosny ochroną, starając się ich nie ranić i nie zabijać. Materiał do ceremonii lub domowego użytku pozyskują z bocznych gałęzi, pozostawiając na szczycie drzewa nie naruszoną kępę z igłami tak, aby drzewo mogło nadal żyć i rosnąć.

### Malarstwo i rzeźba

Hasegawa Tohaku, Sosny

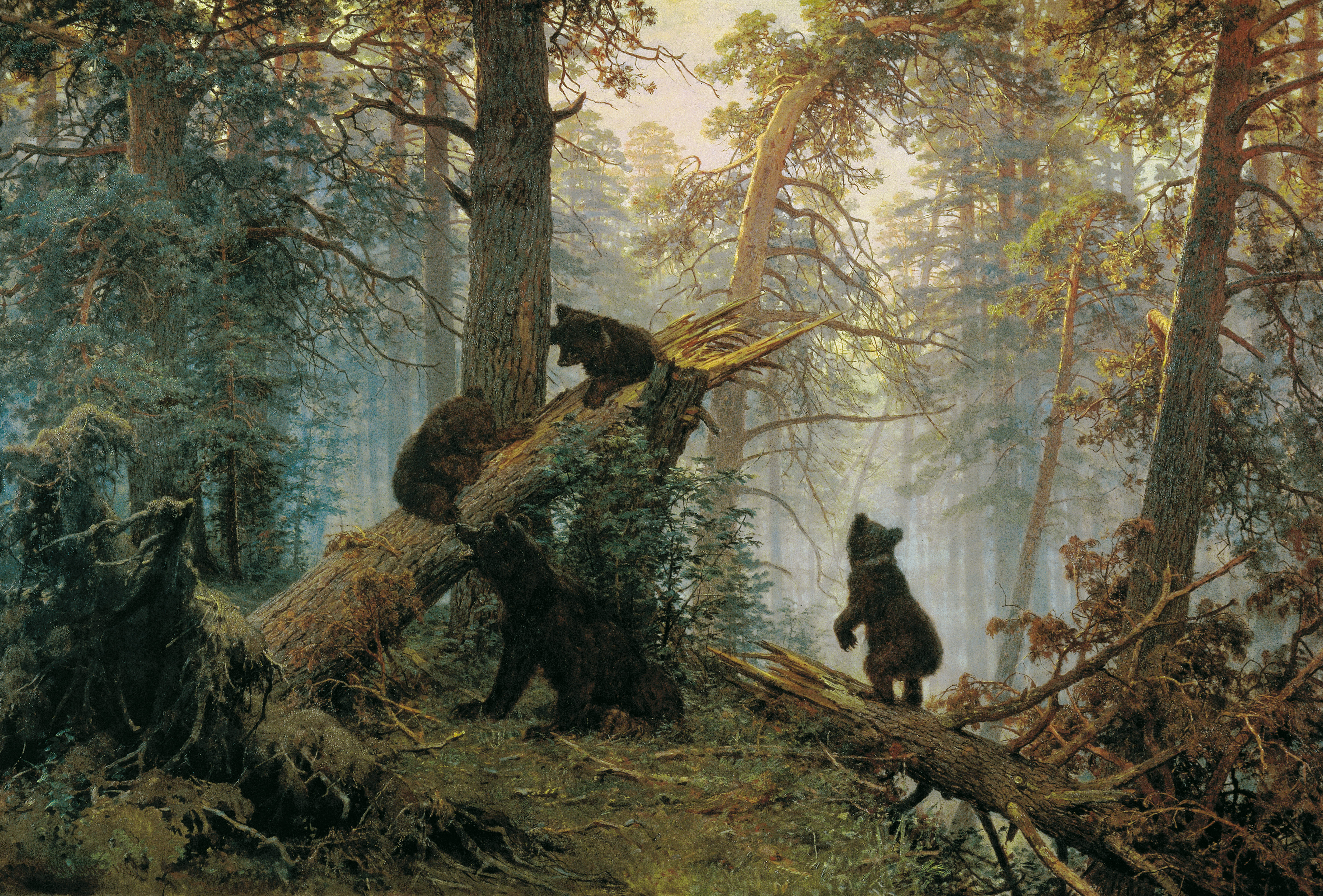
Iwan Szyszkin, Poranek w sosnowym lesie (Утро в сосновом лесу; 1886)

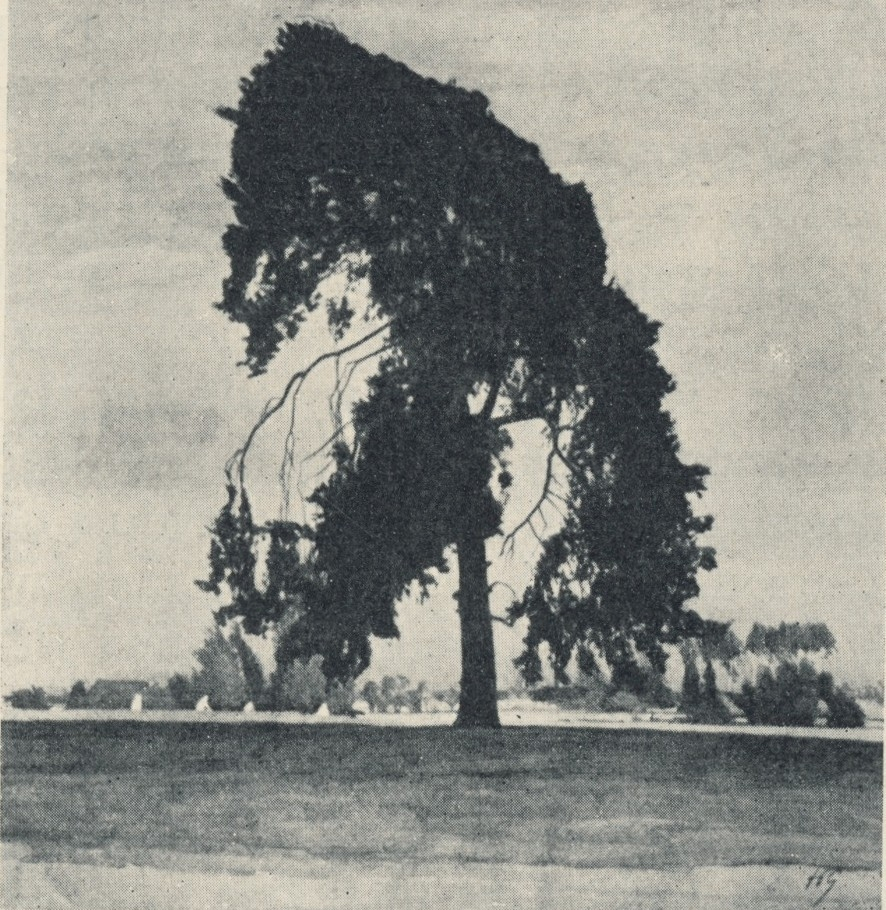
Sosna, akwarela Henryka Grombeckiego z Woli Rafałowskiej z 1916 roku

W chińskim i japońskim malarstwie sosny są przeważnie elementami pejzaży. W europejskim malarstwie renesansowym można je znaleźć w tle malowanych postaci. Las sosnowy w Rawennie (Pinus pinea) stał się tłem historii Nastagio degli Onesti namalowanej przez Botticellego, a zaczerpniętej z Dekameronu Giovaniego Boccaccia.
- Sandro Botticelli, pierwsze trzy z czterech obrazów cyklu Historia Nastagio dei Onesti: Spotkanie z Potępioną w lesie sosnowym, Piekielne polowanie, Przyjęcie w lesie sosnowym, 1482–1483, Muzeum Prado, Madryt, Hiszpania.
- Hasegawa Tōhaku, Sosny. Okres Momoyama, XVI wiek, Muzeum Narodowe w Tokio.
- Talerz z kwitnącą wiśnią i sosną przy skałach, dekoracja typu Imari (rejon Arita) przed 1721, Państwowe Zbiory Sztuki na Wawelu, Kraków.
- Hokusai Katsushika, Góra Fuji i stara sosna, ukiyo-e, około 1802, Muzeum Ukiyo-e w Matsumoto. Jako element krajobrazu japońskich wysp, sosny pojawiają się także na niektórych obrazach z cyklu 36 widoków góry Fuji i innych[47].
- Iwan Iwanowicz Szyszkin, Sosny w słońcu, 1886, Galeria Tretiakowska, Moskwa.
- Iwan Iwanowicz Szyszkin, Poranek w sosnowym lesie (Утро в сосновом лесу, 1886, Galeria Tretiakowska) – jeden z najsławniejszych obrazów Szyszkina.

### Sosna w literaturze
W poezji Teofila Lenartowicza sosna (także kalina, wierzba i lipa) pojawia się często jako jeden z charakterystycznych elementów polskiego krajobrazu, szczególnie Mazowsza, za którym tęsknił poeta. Wspomina sosny w wielu swoich wierszach, np.: Kurpie, Kołysanka, Jak to na Mazowszu, Moja piosenka, O powrocie do kraju, Pielgrzym ze ziemi ucisku. Tak napisał w jednym z wierszy:
Był pagórek piaszczysty, na nim każdej wiosny
złociły się dziewanny i szumiały sosny.
Motyw sosny jako drzewa przypominającego dzieciństwo i ojczyznę pojawia się także w poemacie Juliusza Słowackiego Godzina myśli, gdzie poeta pisał:
Mało mówił – i tylko raz wśród dzikich sosen
Wykrzyknął z obłąkaniem: „Ginę marzeń zdradą!
Wysyłają mię w kraje bez zim i bez wiosen.
Dziewiętnastowieczny polski poeta Stefan Witwicki (1801–1847) przebywając na emigracji po powstaniu listopadowym napisał wiersz zatytułowany Do sosny polskiej, a poświęcony sośnie znalezionej w jednym z ogrodów Châtenay, we Francji. Porównuje w nim swoje losy do losów sosny, która usychała we, wprawdzie pięknym, ale obcym dla niej ogrodzie.

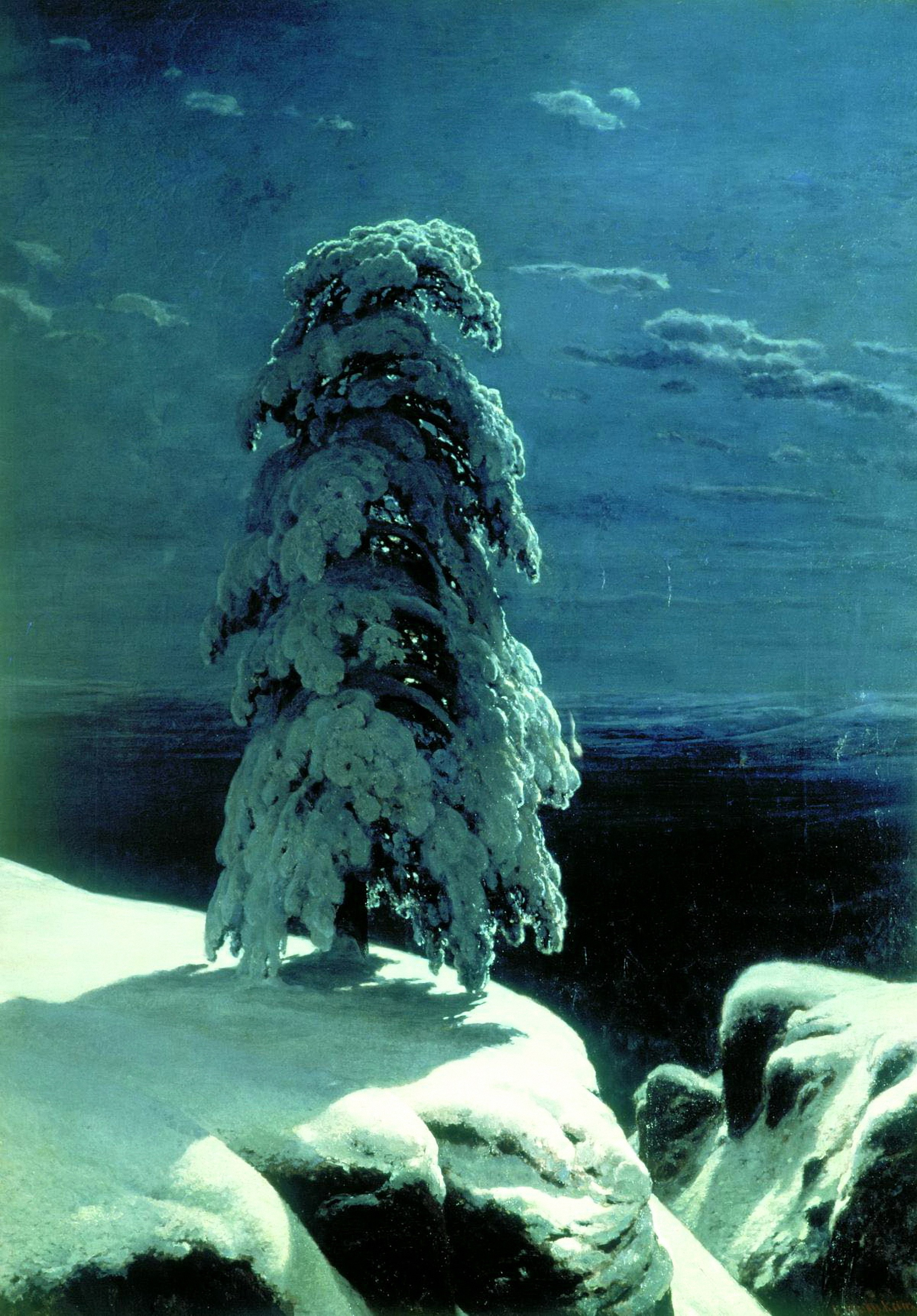
Obraz Iwana Szyszkina Na dzikiej Północy, ilustracja do wiersza Michaiła Lermontowa Na dzikiej Północy stoi samotnie

Wiersz poświęcony sośnie napisała także Bronisława Orłowska (1881–1928), a zaczyna się on tak:
Na złotych piaskach wyrosłaś.
O sosno!
Gdzie rdzawe mchy tylko rosną.
Ty w niebo czoło podniosłaś.
O sosno!
Kazimierz Przerwa-Tetmajer jest autorem wiersza Limba, którego początek brzmi
Samotna limba szumi
Na zboczu stromem,
U stóp jej czarna przepaść
Zasłana złomem.
Jednym z najbardziej znanych symboli w literaturze Młodej Polski jest rozdarta sosna z powieści Ludzie bezdomni Stefana Żeromskiego. Opisana w powieści sosna rosła na krawędzi kopalnianego zawaliska, z jedną połową pnia na górze, drugą spadającą poza krawędź. Doktor Judym, bohater powieści, rozmyślał przy niej o swoim życiu. Drzewo nabrało symbolicznego znaczenia, odzwierciedlając swoim rozdarciem dramatyczne losy i dylematy życiowe bohaterów powieści.
Bór sosnowy przedstawiony w Chłopach Władysława Reymonta jest mroczny i niedostępny, ale także wyniosły i mocarny. Sosny opierają się zimowym zawieruchom, ale poddają człowiekowi karczującemu las. O płaczu ścinanego sosnowego boru pisała także Maria Konopnicka w wierszu Na jagody. Ponadto Konopnicka, wśród zalet polskiej wsi, które wymieniła w pieśni Jesienią (Wieczorne pieśni), umieściła także sosny, stawiając je tym samym na równi z innymi walorami wsi, np. bieloną chatą, miodem czy dziką gruszą.
Ze względu na strzelisty pokrój, prosty pień i znaczną wysokość, sosny są często wykorzystywane w literaturze do budowania porównań, np.:
- Strach, co mówią: wielki on jak sosna, we łbie dwie głownie, a koń pod nim smok. – o Jeremim Wiśniowieckim w Ogniem i mieczem Henryka Sienkiewicza.
- A zaraz po nich walili ludzie z Przyłęka, szli zaś jak ten bór sosnowy wyrośnięci, śmigli i mocni; – Władysław Reymont, Chłopi.
- Kłębiaki, a czterech było młodziaków, wyrosłych jak sosny i już prawie pod wąsem, skręcali powrósła przy drzwiach (...) – Władysław Reymont, Chłopi.
- A wszystko chłopaki młode, dorodne, kiej sosny śmigłe, w pasie cienkie, w barach rozrosłe (...) – Władysław Reymont, Chłopi.
- Jak sosny niebotyczne urośli królowie – Juliusz Słowacki, Oda do wolności.

## Symbolika

### Herby w Polsce
Wizerunek sosny znajduje się w jednym z herbów szlacheckich – Godziembie. Sosna w heraldyce oznacza sprawiedliwość, szlachetność i szczerość właściciela. Drzewo w ogólności symbolizuje dobra terytorialne (bory, lasy). Widnieje również na herbach niektórych polskich miast i gmin.

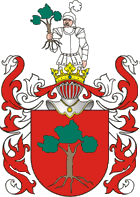
Herb szlachecki Godziemba
Herb Sośnicowic
Herb Garwolina
Herb gminy Małkinia Górna

### Herby na świecie
W USA sosna pojawia się m.in. na herbie Massachusetts, pierwszej pieczęci New Hampshire (1776), herbie, pieczęci i fladze Vermont, herbie, pieczęci i wszystkich flagach (wcześniejszych i obecnych) stanu Maine. Sosna zwyczajna, której nazwa w języku angielskim brzmi Scots Pine znajduje się w herbie szkockiego Braemar i symbolizuje lasy kaledońskie (ang. Great Forest of Caledon), których pozostałości nadal znajdują się na tym obszarze. W osobistym herbie byłej generalnej gubernator Kanady Michaëlle Jean sosna reprezentowała bogactwa naturalne tego kraju.
Ponadto sosny widnieją na herbach wielu miast i gmin na świecie, w tym:

Herb Steglitz-Zehlendorf, dzielnicy Berlina, Niemcy
Herb Drangedal, miasta i gminy w Norwegii (dwie sosnowe szyszki)
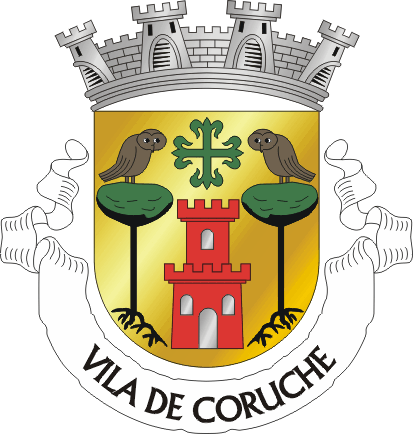
Herb miasta Coruche, Portugalia
Herb gminy Sulkava, Finlandia

### Symbole narodowe i inne
- Pinus caribaea var. bahamensis (Grisebach) W.H.Barrett & Golfari jest endemitem wysp Turks i Caicos i została wybrana ich drzewem narodowym[51].
- Sosna wydmowa (Pinus contorta subsp. latifolia) od 1984 roku jest symbolem kanadyjskiej prowincji Alberty. Drzewo powszechnie tam spotykane.
- Sosna wejmutka (Pinus strobus L.) jest symbolem amerykańskiego stanu Maine.
- Sosna zwyczajna (Pinus sylvestris L.) jest drzewem narodowym Szkocji.

## Pozostałe informacje
- Największe rozmiary, powyżej 80 m wysokości, osiągają sosny Lamberta (Pinus lambertiana)[6].
- Najbardziej sędziwy wiek osiągają okazy sosny długowiecznej (Pinus longaeva) rosnące w Górach Białych (ponad 4700 lat). Jednak żyją znacznie krócej od wegetatywnie rozmnażających się okazów topoli osikowych i niektórych krzewów (np. okaz Lomatia tasmanica z Tasmanii istnieje od 43,6 tys. lat)[52].
- Najwięcej liścieni spośród wszystkich roślin posiada Pinus maximartinezii, wyrasta ich 24.[potrzebny przypis]